# ポール・マッカートニー
ジェイムズ・ポール・マッカートニー（Sir James Paul McCartney CH MBE、1942年6月18日 - ）は、イギリスのシンガーソングライター、ベーシスト。ファーストネームはジェイムズであるが、父のファーストネームも同じくジェイムズであることからミドルネームであるポールを用いている。

## 概略
1960年代にロックバンド、ビートルズのメンバーとしてジョン・レノンと共に楽曲の作詞作曲を多く手掛けたほか、ボーカルと演奏を担当した（レノン＝マッカートニーを参照）。
ビートルズ解散後はウイングスを結成し、メンバーとして活動したほか、ソロ・ミュージシャンとしての活動も行い、デビューから半世紀以上が過ぎた現在も第一線で活躍を続けている。
これまでに制作した楽曲は2019年時点で500曲以上で、『ギネス世界記録』に「ポピュラー音楽史上最も成功した作曲家」として掲載されている。
2002年にはジョンやジョージ・ハリスン、フレディ・マーキュリー、ボーイ・ジョージ、ロビー・ウィリアムズらとともに100名の最も偉大な英国人に選出。

## 人物
ビートルズの楽曲では「イエスタデイ」「ヘイ・ジュード」「レット・イット・ビー」等の作詞・作曲を行った。解散後には新たにバンド、ウイングスを結成し、「マイ・ラヴ」「007 死ぬのは奴らだ」「ジェット」「バンド・オン・ザ・ラン」「あの娘におせっかい」「心のラヴ・ソング」「幸せのノック」「夢の旅人」「しあわせの予感」「グッドナイト・トゥナイト」などのヒット曲を発表し話題となった。1980年代に入り、ウイングスは解散、ソロ名義で活動を始めた。『タッグ・オブ・ウォー』『フラワーズ・イン・ザ・ダート』『フレイミング・パイ』といったアルバムを発表し現在に至っている。
ビートルズ時代を含め、基本的にベーシストとしてエレクトリックベースを主に使用するが、録音および公演では度々ピアノを演奏している。ギターの演奏にも定評があり、ビートルズ時代の「タックスマン」、ソロとして発売した「恋することのもどかしさ」などではギターソロを披露している。また、「カミング・アップ」「ワンダフル・クリスマスタイム」などではシンセサイザー、「ジョンとヨーコのバラード」や「バック・イン・ザ・U.S.S.R.」「ディア・プルーデンス」などではドラムス、「ストロベリー・フィールズ・フォーエバー」などではメロトロンを演奏している。その他にも楽曲によりトランペット、フリューゲルホルン、マンドリンやチェロも担当している。それを示すように、1970年に発売されたアルバム『マッカートニー』1980年の『マッカートニーII』2005年の『ケイオス・アンド・クリエイション・イン・ザ・バックヤード』2020年の『マッカートニーIII』では、ほとんどの楽器をマッカートニーが一人で演奏している。
作曲技法はほぼ独学だが、初期はリズム・アンド・ブルースに大きな影響を受けていた。またジョージ・マーティンの影響でクラシック音楽の技法も取り入れるようになった。ベースの演奏手法ではモータウンのジェームス・ジェマーソン、ボーカル・スタイルではリトル・リチャードの影響が強い。ビートルズのメンバーでは最も高い声域を持ち、コーラスの一人多重録音も盛んに行っている。インタビューでは、お気に入りのギタリストはジミ・ヘンドリックス、お気に入りのベーシストはクロスオーバーのスタンリー・クラークと回答している。一方でウッドベースに関しては、演奏例は皆無ではないものの、殆ど使用しない。
信条は環境保護、動物愛護、平和主義、反人種主義である。マッカートニーの差別反対が顕著に出ている例として、いわゆる「ゲット・バック・セッション」における「ゲット・バック」の歌詞を考案した際の逸話がある。マッカートニーはその日の朝刊に、イノック・パウエル議員が「移民は国に帰れ（Get Back）！」と発言したという記事があったことを引き合いに出して、歌詞に「プエルトリコ人はアメリカにいらない」「パキスタン人、仕事を奪ってはいけない」などを即興で加え、仮タイトルを "(Don't Dig) No Pakistanis"（「パキスタン人は要らない」）としたという。

## 経歴

### 幼少期〜青年期
1942年6月18日にマージーサイド州リヴァプールで誕生する。労働者階級出身。父のジェイムズは営業員や作業員として働く一方、セミプロ級の技術を持つアマチュアのジャズ・ミュージシャンであった。父方の曾祖父がアイルランド系で、さらに母方の祖父もアイルランド系だった。
母メアリー（1909年 - 1956年）が乳癌のため1956年に死去した。この年、処女作「アイ・ロスト・マイ・リトル・ガール」を作曲する。同曲は後に1991年発売のライブ・アルバム『公式海賊盤』に収録される。ソロアルバム『マッカートニー』に収録されている「スーサイド」、ビートルズのアルバム『サージェント・ペパーズ・ロンリー・ハーツ・クラブ・バンド』に収録されている「ホエン・アイム・シックスティー・フォー」もこの頃に作曲されたといわれている。
リヴァプール・インスティチュート在学中の1957年7月6日、共通の友人であるアイヴァン・ボーンの紹介でジョン・レノンと出会う。10月18日にビートルズの前身となるレノンのバンド、ザ・クオリーメンに加入する。マッカートニーは真面目に学業に取り組んでいたが、高校時代から音楽に没頭したため、成績は下降し、欠席日数も増えた。

### ビートルズ時代

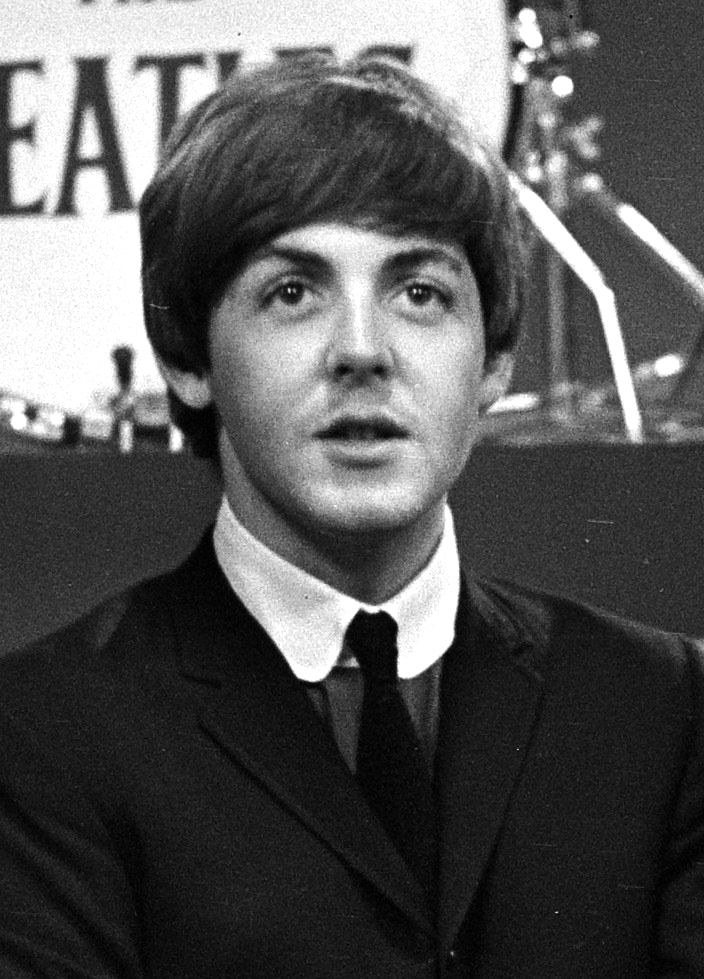
1964年のマッカートニー

西ドイツのハンブルクなどのクラブに多数出演する。スチュアート・サトクリフ、ピート・ベストの脱退などのメンバー交代を経た後、レノン、ジョージ・ハリスン、リンゴ・スターとの4人で1962年、ビートルズとしてEMIパーロフォンよりシングル『ラヴ・ミー・ドゥ』でデビューし、世界的に大成功を収めた。
ビートルズとして1966年6月に来日し、日本武道館にて公演を行った。公演が実施される前には正力松太郎の「ベートルスとかペートルスとかいう連中」発言や、細川隆元、小汀利得や街宣車などの反対があったが、公演を無事に催行。ビートルズ日本公演以来、日本武道館は「日本音楽界の聖地」とも呼ばれる場合もある。

### 1970年代
1970年4月10日、ビートルズを脱退するというマッカートニーの意向がイギリスの大衆紙『デイリー・ミラー』で報じられ、ビートルズは事実上解散した。その1週間後の4月17日、騒動の最中に初のソロ・アルバム『マッカートニー』を発売する。脱退の反響が巻き起こした宣伝効果は大きく、アルバムは好調な売れ行きを見せ、アメリカの『ビルボード』誌や『キャッシュボックス』誌で第1位を獲得した。レノンからは「グループからの脱退宣言をアルバムの宣伝に利用した」として非難され、当時の音楽メディアやロック・ファンからは酷評する声も少なくなかった。
翌1971年2月に発表されたシングル「アナザー・デイ」、5月に妻リンダとの連名で発表されたアルバム『ラム』にも『マッカートニー』の作風は受け継がれ、『ラム』は前作同様にヒットした。イギリスでは第1位、『ビルボード』では最高第2位を獲得し、トップ10内に24週間も残留したロング・セラーとなったが、評論家からは手厳しい批評を受けた。アラン・クレインにまつわる訴訟問題などで、険悪な関係に陥っていたビートルズの元メンバーの『ラム』への評価もきびしかった。このアルバムからアメリカ限定でシングル・カットされた「アンクル・アルバート〜ハルセイ提督」は、1972年度のグラミー賞で最優秀アレンジメント賞を獲得した。
8月、予てよりバンドによる公演活動を目論んでいたマッカートニーは、ウイングスを結成し、12月にファースト・アルバム『ワイルド・ライフ』を発表した。

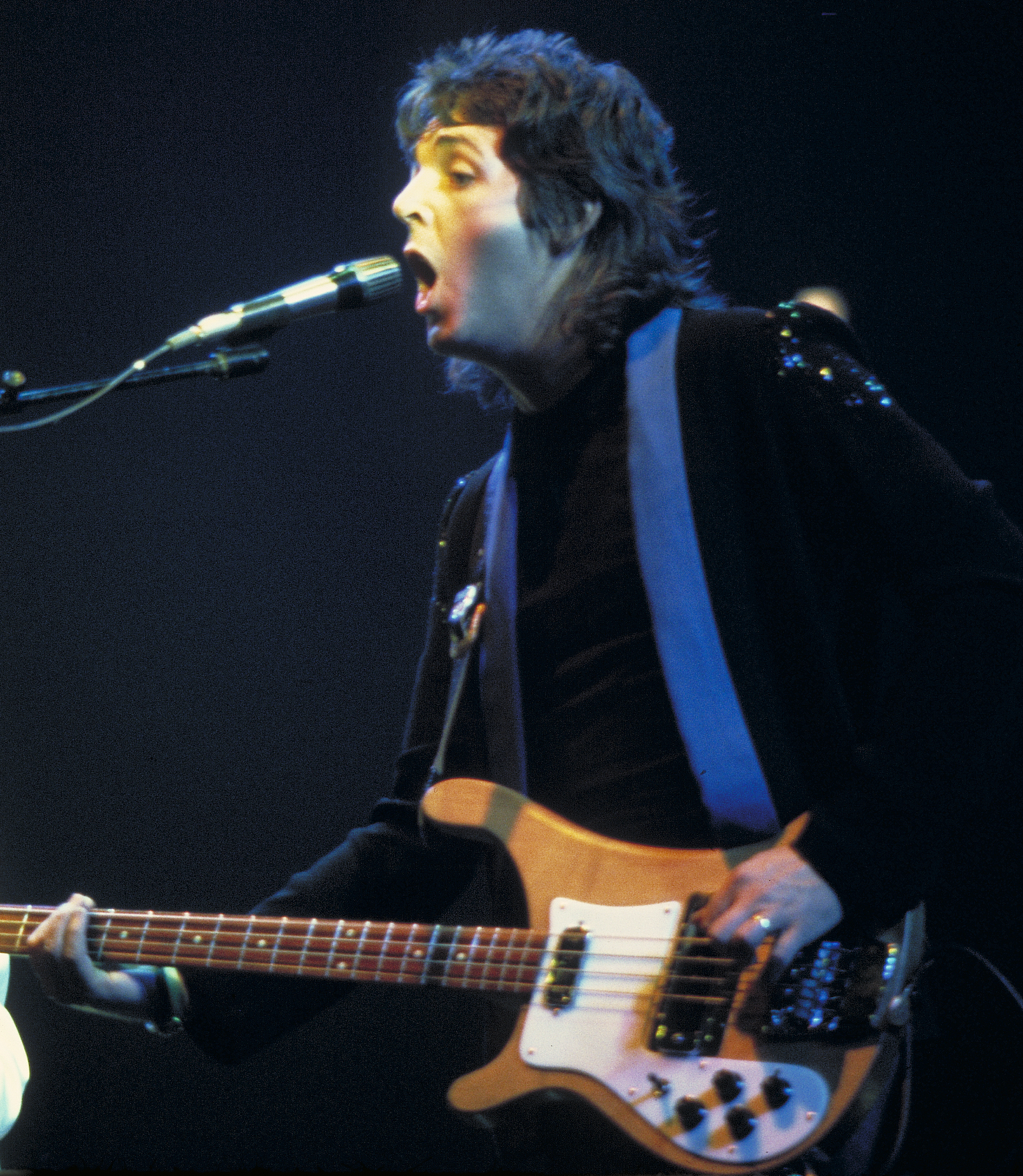
ウイングスの公演で演奏するマッカートニー（1976年）

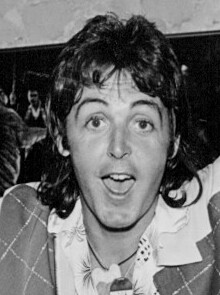
1976年のマッカートニー

1979年、当時の国連事務総長クルト・ヴァルトハイムの要請により、12月26日から29日にかけて行われたユニセフ主催のチャリティ公演『カンボジア難民救済コンサート』の最終日に出演。クイーンやザ・クラッシュ、エルヴィス・コステロ&ジ・アトラクションズなどが参加した豪華な公演のトリを飾った。しかし、これが、ウイングスにとって最後の公演となってしまった。

### 1980年代
1980年1月16日に訪日したマッカートニーは成田空港の税関で大麻取締法違反（不法所持）により現行犯逮捕され、9日間勾留された後に国外退去処分を受けた。予定されていたウイングスの日本公演は全て中止となり、グループとしての活動が休止状態に陥ってしまう。マッカートニーは、ソロ・アーティストとしての活動を9年ぶりに再開。10年ぶりとなるソロ名義のアルバム『マッカートニーII』と先行シングル「カミング・アップ」で成功を収めた。
12月8日、レノンがニューヨークで射殺される事件が発生する。ビートルズの黄金時代を共に築いた仲間の訃報にマッカートニーは大きな衝撃を受け、2か月以上自宅に引き籠って過ごした。翌年、音楽活動を再開させたマッカートニーは、プロデューサーのジョージ・マーティンの進言で腕利きのスタジオ・ミュージシャンを起用し、エリック・スチュワートやリンゴ・スターなどの有名ミュージシャンと共演、カール・パーキンスやスティーヴィー・ワンダーなどとはデュエットも行った。1982年、このセッションでレコーディングされたシングル「エボニー・アンド・アイボリー」とアルバム『タッグ・オブ・ウォー』を発表、ともに全米、全英で1位を獲得した。このアルバムにはレノンに対する追悼曲である「ヒア・トゥデイ」が収録されており、現在でもしばしば演奏されている。
同年、マイケル・ジャクソンとのデュエット曲「ガール・イズ・マイン」を発表。マイケルとは1983年発表のアルバム『パイプス・オブ・ピース』でも「セイ・セイ・セイ」でデュエットしており、この曲も全米で1位を獲得した。
1984年には「ひとりぽっちのロンリー・ナイト」を発表し、全英2位、全米6位とヒットした。さらに自らが脚本・音楽を手がけ、主演した初の映画作品『ヤァ! ブロード・ストリート』を制作・公開。ビートルズナンバーも収録されたサントラ盤『ヤァ! ブロード・ストリート』は成功を収めたが、対照的に映画の内容に関しては酷評され、興行的にも失敗に終わった。
1985年、有名なプロデューサーのヒュー・パジャム、フィル・ラモーンの協力を得て制作した、アメリカ映画『スパイ・ライク・アス』の主題歌「スパイズ・ライク・アス」が全米第7位のヒットになった。同年7月13日にアフリカ難民救済を目的として行われた、20世紀最大のチャリティー・コンサート『ライヴエイド（LIVE AID）』では「ヘイ・ジュード」でイギリス・ステージのトリを飾った。
1986年、ヒュー・パジャムをプロデューサーに起用した『プレス・トゥ・プレイ』はチャート順位・売上共に不振に終わり、評論家からの評判も芳しくなかった。続いて発売される予定であったフィル・ラモーンがプロデュースした通称『ザ・ロスト・ペパーランド・アルバム』は完成を目前にしてマッカートニーとラモーンの意見が対立、頓挫してしまう。この頃を境に以前のような全米トップ10に入るような大きなヒット曲には恵まれなくなる。一方で少年時代に慣れ親しんだロックンロールのスタンダード・ナンバーを歌った初のカヴァー集『バック・イン・ザ・U.S.S.R.』を制作し、1988年にソ連限定で発表した。
1989年、シングル「マイ・ブレイヴ・フェイス」はエルビス・コステロとの共作の話題性も手伝って久々のヒット、アルバム『フラワーズ・イン・ザ・ダート』は全世界で250万枚以上の売上を記録した。9月、マッカートニー夫妻はアルバムに参加したスタジオ・ミュージシャン4人とともに10年ぶりの本格的な公演活動を開始する。翌年にかけて行われた、のちに『ゲット・バック・ツアー』と称されたこのワールド・ツアーでは、彼が長年演奏を躊躇していたビートルズ時代の作品がセットリストの約半分を占めた。

### 1990年代
1990年3月にはビートルズとしての来日以来、24年ぶりの日本公演が実現。ワールド・ツアー終盤には1990年4月21日のブラジル、リオデジャネイロのマラカナン・スタジアム公演では18万人以上の観客を集め、有料興行の観客動員数の世界最高記録を更新した。このツアーでの演奏はライブアルバム『ポール・マッカートニー・ライブ!!』として発売され、映像は映画『ゲット・バック』として公開された。
1991年1月、『MTVアンプラグド』の収録を行い、後に『公式海賊盤』として発表される。マッカートニーはポピュラー音楽以外のジャンルにも挑戦し、ロイヤル・リヴァプール・フィルハーモニー管弦楽団の創立150周年を記念した初のクラシック作品『リヴァプール・オラトリオ』を上演する。アメリカ人作曲家カール・デイヴィスとの共作で、ヴォーカリストにキリ・テ・カナワとアメリカのテノール歌手ジェリー・ハドレーを迎えたこの作品は、同名のアルバムも発表された。これ以降、現在に至るまで彼はロックやポップスと並行して数作のクラシック作品を発表している。

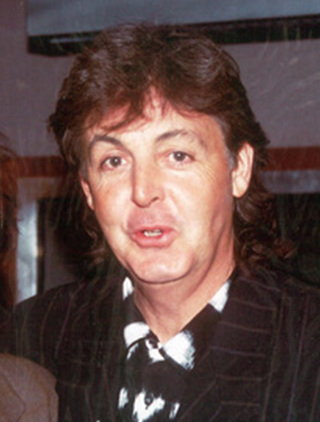
1993年のマッカートニー

1993年、アルバム『オフ・ザ・グラウンド』を発表したマッカートニーは、『MTVアンプラグド』と同じラインナップのバックバンドを率いてコンサート・ツアーを行う。『ニュー・ワールド・ツアー』と題されたこのツアーにおいて、マッカートニーは前回のツアーで訪れることのできなかった地域を中心に公演を行い、その模様をライブ・アルバムとビデオに収めた。なお、当初は日程に組み込まれていなかった日本公演も同年秋に行っている。
1994年、ビートルズの歴史を振り返るドキュメンタリー映像作品と未発表音源集を発表する『ザ・ビートルズ・アンソロジー』プロジェクトが本格的に始動した。とりわけ注目されたのが「25年ぶりの新曲発表」と大々的に報道された、レノンが1970年代後半に録音したデモテープに他の3人のメンバーの演奏を重ねて完成させるという企画である。この企画は、1980年代後半にハリスンを復帰に導いたことでも知られるエレクトリック・ライト・オーケストラのジェフ・リンの協力を経て、最終的に「フリー・アズ・ア・バード」「リアル・ラヴ」として結実した。
1995年、リンを共同プロデューサーに迎えてアルバムを制作し、1997年に『フレイミング・パイ』として発表する。この作品は全米と全英のチャート両方で高順位を記録しただけでなく、翌年の第40回グラミー賞のアルバム・オブ・ザ・イヤーにノミネートされるなどその内容も賞賛された。
1998年、長年連れ添った妻リンダが乳癌で亡くなると、マッカートニーは自身を支え続けた愛妻の死を悼んで2作のクラシック作品を捧げ、さらに彼女が生前に提案していたロックン・ロールの傑作カヴァー集『ラン・デヴィル・ラン』を発売した。

### 2000年代
2001年、ウイングス時代の軌跡を振り返るドキュメンタリー作品『ウイングスパン』を発表。2枚組のコンピレーション・アルバム『夢の翼〜ヒッツ&ヒストリー〜』も同時発売され、アメリカでは100万セットを売り上げてプラチナ・ディスクに認定された。10月20日にはマッカートニーの提唱によって、9月11日のアメリカ同時多発テロ事件による世界貿易センターの崩壊で亡くなった消防士の追悼とチャリティを目的に、ニューヨークのマディソン・スクエア・ガーデンにて『ザ・コンサート・フォー・ニューヨーク・シティ』が開かれた。ポールの呼びかけに応じ、 デヴィッド・ボウイ、ミック・ジャガーとキース・リチャーズ、エルトン・ジョン、ボン・ジョヴィ等々、多数のミュージシャンが参加した。11月にはリンダが亡くなって以来初のオリジナル・アルバム『ドライヴィング・レイン』も発表した。
2002年、アメリカで9年ぶりにツアーを行った。この公演を収めたライブ・アルバム『バック・イン・ザ・U.S. -ライブ2002』はアメリカでミリオン・セラーを記録した。同年11月には、ソロでの3度目の日本公演を行った。
2003年5月にはロシア連邦モスクワの「赤の広場」で野外公演を開き、約10万人の観客を動員した。この公演の模様を収めた2時間のドキュメンタリー番組『ポール・マッカートニー・イン・レッド・スクエア』は、第56回プライムタイム・エミー賞バラエティ・スペシャル部門にノミネートされた。また2004年にはサンクトペテルブルクで公演を開き、その模様を収めたドキュメンタリー番組『ポール・マッカートニー・ライヴ・イン・サンクトペテルブルク』も、第58回プライムタイム・エミー賞バラエティ・スペシャル部門にノミネートされた。

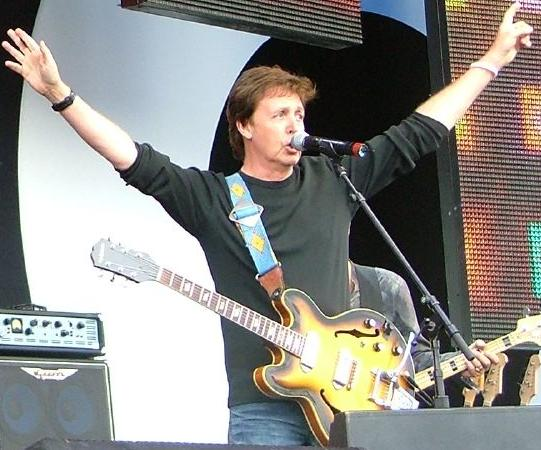
LIVE 8でのポール・マッカートニー

2005年には『ライブ・イン・ザ・U.S.2005』としてアメリカツアーを行い、カリフォルニア州アナハイムでの公演では史上初の試みとして、NASAを通じて地球から約220マイル上空の宇宙飛行士へその模様を生中継した。この時のナンバーは「イングリシュ・ティー」とビートルズの「グッド・デイ・サンシャイン」だった。7月には世界中で同時に行われた、チャリティー公演である『LIVE 8（ライブ エイト）』にも参加した。9月には、2003年から2005年春までの長期間に渡り、レディオヘッドの作品などで知られるナイジェル・ゴッドリッチをプロデューサーに迎えて制作したアルバム『ケイオス・アンド・クリエイション・イン・ザ・バックヤード』を発表した。このアルバムは2006年の第48回グラミー賞に3部門でノミネートされ、アルバムに先がけてシングル・カットされた「ファイン・ライン」も、同賞のソング・オブ・ザ・イヤーの候補に挙がった。また、2007年の第49回グラミー賞に最優秀男性ポップボーカル賞に「ジェニー・レン」がノミネートされた。
2007年3月、スターバックスがコンコード・ミュージック・グループと設立したヒア・ミュージックと契約を結び、キャピトル・レコードのみならず長年契約していたEMIからも離れた。6月、移籍第1弾アルバム『追憶の彼方に〜メモリー・オールモスト・フル』を発表。このアルバムでも2008年の第50回グラミー賞に3部門でノミネートされると共に、全米では1982年の『タッグ・オブ・ウォー』以来となる、オリジナルアルバムでのプラチナ・ディスクに認定された。
2008年、ブリット・アワードにて特別功労賞を受賞。5月、米エール大学から名誉音楽博士号を授与される。

### 2010年代

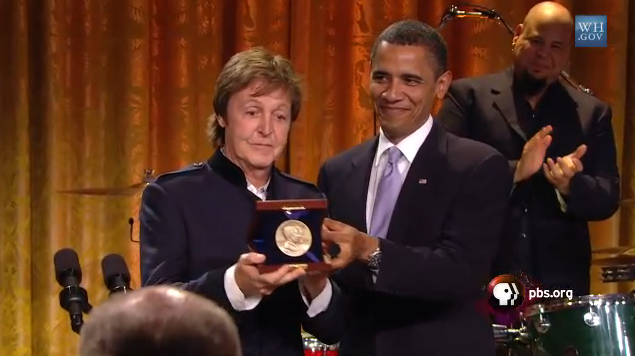
バラク・オバマ大統領から賞を贈られたポール

2010年 4月、EMIが所有していたマッカートニーのソロとウイングスの作品の配給権がコンコード・ミュージック・グループに移譲され、ヒア・ミュージックから再発されることになった。6月2日、ポピュラー音楽で世界の文化に大きな影響を与えた作曲家・演奏家に贈られるガーシュウィン賞を受賞。授賞式では、当時のバラク・オバマ大統領から直接賞を贈られた。9月22日にはヒューレット・パッカードが、マッカートニーの作品をクラウド型のデジタル・ライブラリー化する計画を発表。同社はマッカートニー・プロダクション・リミテッドと共同で、インターネット上で公開しながらデジタル・ライブラリーを保護することが可能な最新システムを構築し、ファンがマッカートニーのライブラリーの一部を視聴することを可能にした。
2011年9月、ニューヨーク・シティ・バレエ団から依頼を受け、 ピーター・マーティンと共同制作した自身初のバレエ向けスコア『オーシャンズ・キングダム』を発表した また10月にはアメリカ人女性ナンシー・シベルと結婚した。
2012年2月、ダイアナ・クラールらを迎えて制作した、ジャズのスタンダード・ナンバーのカヴァー集『キス・オン・ザ・ボトム』をリリース。このアルバムは第55回グラミー賞で最優秀トラディショナル・ポップ・ボーカル・アルバム賞を受賞した。2月9日には個人としてハリウッド・ウォーク・オブ・フェームの星を獲得。6月4日、エリザベス2世の英国女王即位60周年祝賀の『クイーンズ・ダイヤモンド・ジュビリー・コンサート2012』に参加し、コンサートのトリを飾った。7月27日、ロンドンオリンピックの開幕式で、会場を埋めつくした観衆とともに「ヘイ・ジュード」を演奏した。12月12日にはマディソン・スクエア・ガーデンにて開催された『ハリケーン「サンディ」復興支援チャリティ･コンサート』でニルヴァーナのデイヴ・グロール、クリス・ノヴォセリックらと共演し、「ヘルター・スケルター」「カット・ミー・サム・スラック」などを演奏した。
2013年10月、オリジナル作品としては6年ぶりとなる新作アルバム『NEW』を発表。全英・全米では3位、日本では2位（デイリーチャートでは1位）とヒットし、ゴールドディスク（10万枚販売）にも認定された。11月には11年ぶりとなる日本公演を大阪、福岡、東京で行い、26万人を動員した。
2014年5月17日、前年に引き続き日本公演が東京と大阪で予定されていたが、ウイルス感染による体調不良により公演を中止し、緊急帰国する。1975、1980年に続く3度目の公演中止となった。日本公演直後に予定されていた初の韓国公演も中止となり、6月の米国公演は10月以降に延期となった。7月5日、ニューヨーク州オールバニ公演よりツアーを再開。約3時間で40曲を演奏した。
2015年1月、リアーナ、カニエ・ウェストと共演した「フォー・ファイブ・セカンズ」が「スパイズ・ライク・アス」以来29年ぶりの全米トップ10ヒットを記録。4月には日本公演が大阪ドーム、東京ドームで計4回、追加公演として1966年のビートルズ以来49年ぶりとなる日本武道館での公演が行われた。日本武道館での公演は同年7月と10月に日本でTV放送された。
2016年8月17日、キャピトル・レコードとの再契約を発表し、同レーベルへの復帰第1弾となる新作アルバムの制作中であることが報道された。12月31日にはNHKの『第67回NHK紅白歌合戦』にビデオ出演し、「2017年に日本に行きます！（I'm coming to Japan in 2017. See you there!）」と発言した。
2017年1月18日、マッカートニーは音楽出版会社ソニーATVに対して、同社が保有する1985年にマイケル・ジャクソンが購入したビートルズの楽曲の著作権返還を求める訴訟をニューヨーク郡裁判所に起こした。7月に訴訟が和解に達したがその内容については明かされていない。7月公開の映画『パイレーツ・オブ・カリビアン/最後の海賊』では、主人公ジャック・スパロウの叔父「ジャックおじさん」を演じ、牢屋の中でビートルズの『レット・イット・ビー』にも収録されたリヴァプールの俗謡「マギー・メイ」を歌う姿をみせている。
2018年7月26日、リヴァプールのキャヴァーン・クラブに出演した。この模様は、後にBBCによって2020年のクリスマスに『Paul McCartney Live at the Cavern Club 2018』として放送された。9月7日、キャピトル・レコードから発表したアルバム『エジプト・ステーション』が『タッグ・オブ・ウォー』以来36年ぶりの全米チャート1位を獲得。10月から11月にかけて、東京ドーム、初となる両国国技館、名古屋ドームで公演を行った。

### 2020年代
2020年12月18日、新型コロナウイルス感染症（COVID-19）のパンデミックによるロックダウン中に自宅スタジオで制作したアルバム『マッカートニーIII』を発表。全英アルバムチャートにおいて、ソロ名義では『フラワーズ・イン・ザ・ダート』以来、31年ぶりとなる第1位を獲得した。

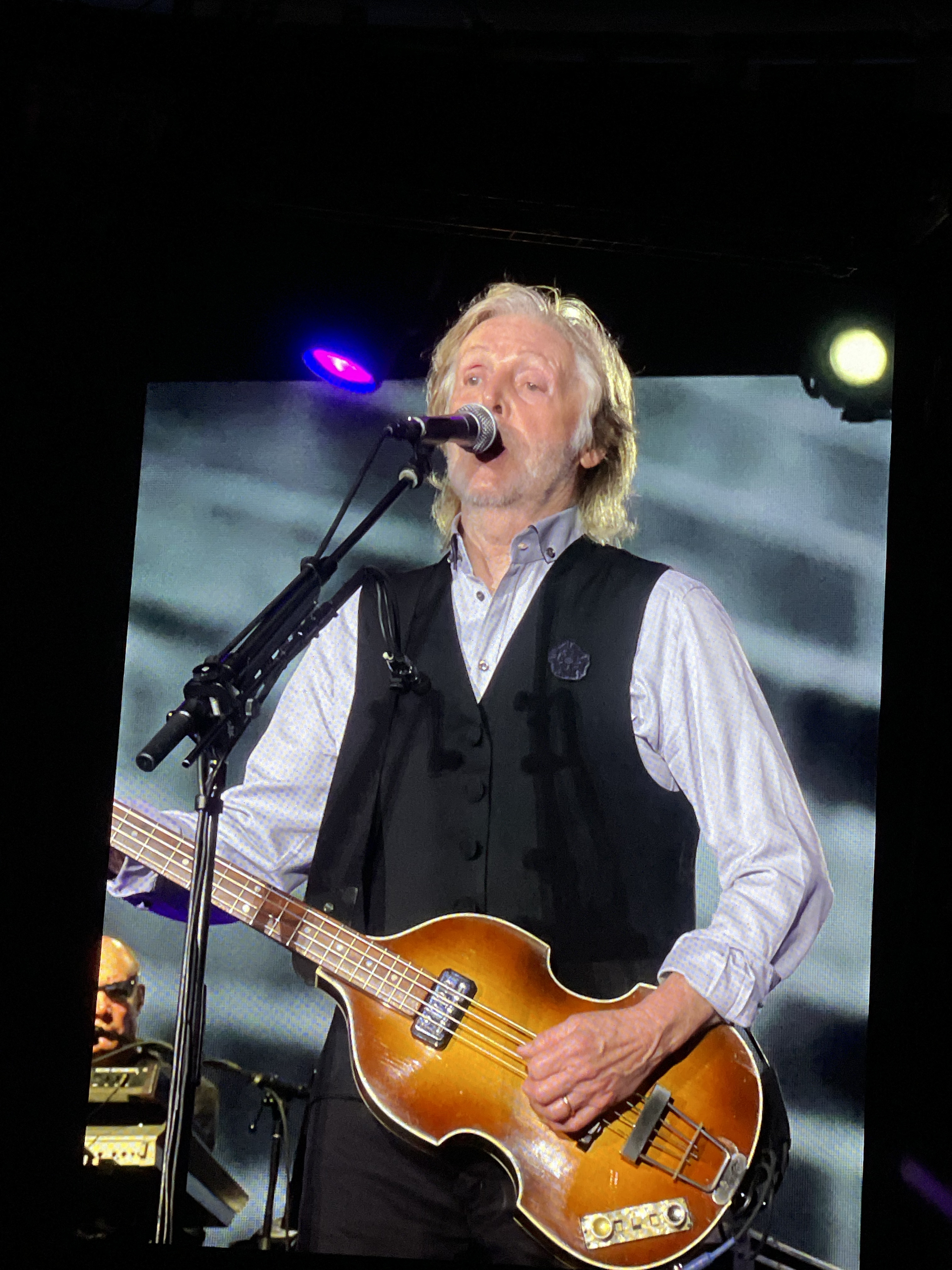
Got Backツアーでのマッカートニー（2023年）

2022年2月18日、同年4月28日から6月16日に開催される北米ツアー『GotBack』を発表。3月4日には6月に開催される『グラストンベリーフェスティバル』のヘッドライナーに決定したことが発表された。
2024年7月19日より9月24日まで六本木ヒルズ「東京シティビュー」にて、『ポール・マッカートニー写真展 1963-64〜Eyes of the Storm〜』を開催。ポール自身が所有していたカメラ（PENTAX35mmなど）を用いて、ビートルズメンバーのポートレイトをはじめ、行く先々に集まるカメラマンやファンを撮影した写真を中心に展示している。同年10月12日から2025年1月5日まではグランフロント大阪「ナレッジキャピタル イベントラボ」にて開催。
2024年10月1日より27日まで南米ツアー、12月4日より19日までヨーロッパとUKツアーの『GotBack』を開催。

## 動物愛護
菜食主義者であり、環境保護活動家としても精力的に活動している。同じく菜食主義者だった最初の妻リンダの娘ステラ、2番目の妻ヘザー・ミルズと共にPETA（動物の倫理的扱いを求める人々の会）の会員でもある。
- 2000年3月29日、キツネ狩りの廃止が議論されているイギリスに対して「臭いの跡を追う猟」という代替案を提案した[52]。
- 2005年11月28日、PETAが作成した中国での犬猫の処分を見た際、妻ヘザー・ミルズと共に「私は中国では演奏しない。2008年の北京オリンピックを無視する。中国製品は不買しよう」と人々に呼びかけた[53]。
- 2006年3月2日、カナダのアザラシ猟に対する反対活動の最中、マッカートニーとヘザーはカメラの前でアザラシの子供を抱き抱えた。この行為はカナダの海洋哺乳類侵害罪に抵触していたが、責任は問われなかった[54]。

## 生成AIへの意見表明
2025年1月、オプトアウト申請されていないインターネット上のコンテンツを人工知能の訓練に利用できるようにする英国政府の著作権法改正案への反対意見を表明した。
ポールは、アーティストの著作権が適切に保護されないリスクがあるとして、「素晴らしい歌を書く若手がデビューしても、楽曲を自分のものにできなくなってしまう」「曲を作った人が関与できなくなってしまい。誰でも盗むことができてしまう」「法案を提出するなら、クリエイティブな思想家やアーティストを必ず保護するようにして欲しい。そうしないと、英国は彼らを失ってしまう」などと述べた。

## 日本公演実現とファンの努力
マッカートニーはビートルズの解散後にソロミュージシャンとして現在まで7度訪日し、ツアーを行っている。しかし、主にウイングスとして活動していた1970年代に彼の日本公演が実現することはなかった。

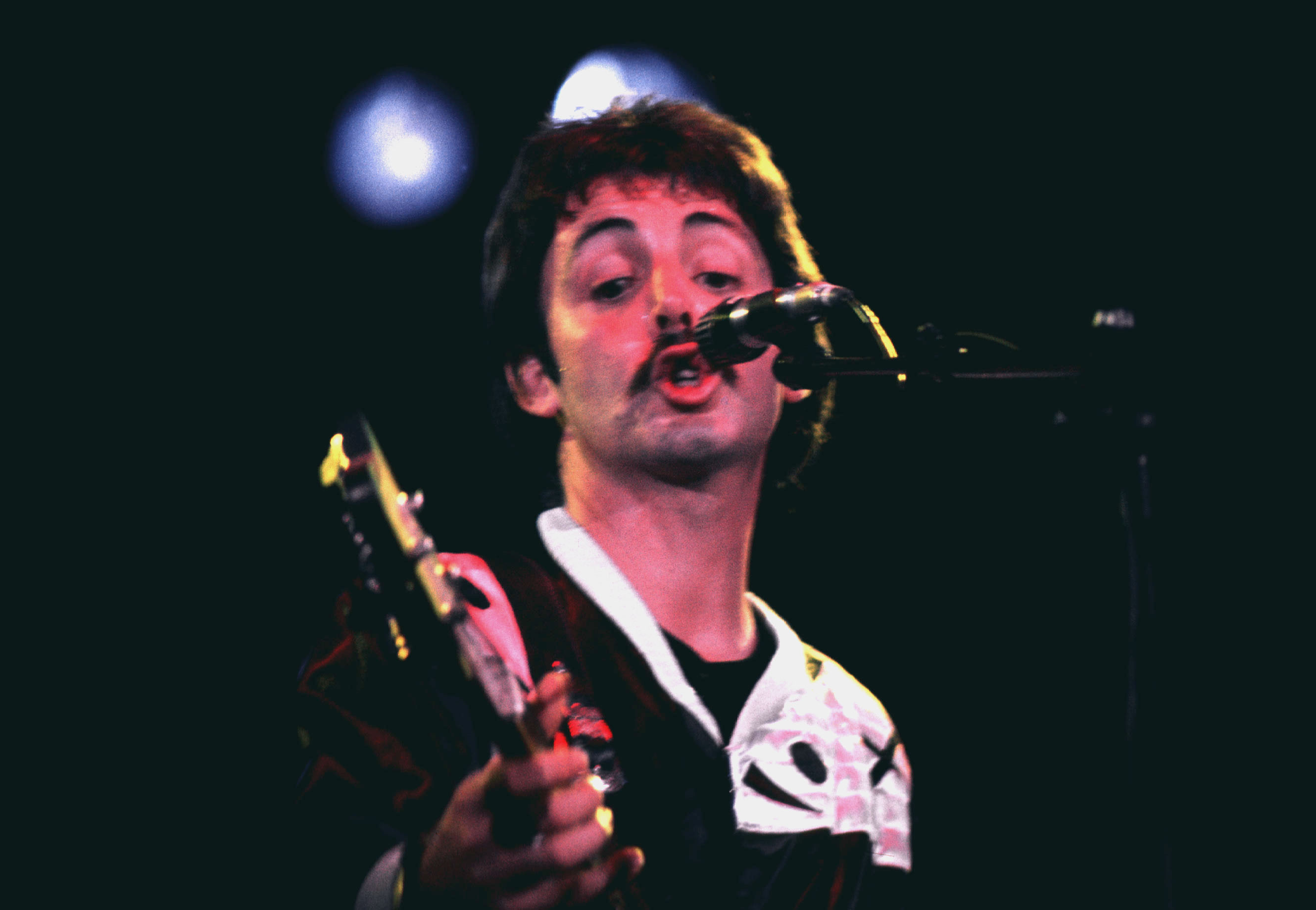
1976年のマッカートニー

初の日本公演は1975年に計画されていたが、マッカートニー夫妻の72年のスウェーデンなどでの薬物所持歴などを理由として、法務省が訪日直前にビザを無効としたため中止になっていた。
ビザが発給された1980年には、成田空港で大麻所持により逮捕、勾留、強制退去で公演は中止された。このため当時マッカートニーは入国管理局のブラック・リストに掲載され、日本への入国は不可能になったと考えられた。
1989年1月、ニュー・アルバム発売後にワールド・ツアーを行うことが内定すると、ビートルズ公認ファンクラブのビートルズ・シネ・クラブがマッカートニー側に日本公演の実現の働きかけを開始。『フラワーズ・イン・ザ・ダート』発売後の7月にはマッカートニーの入国許可を求める署名活動を全国的に実施、20万人もの署名を集め、12月22日に法務省へ提出した。法務省も『ライヴエイド』などマッカートニーの世界的な文化貢献の認知度も考慮してビザ発給を許可したため、ビートルズの来日公演から約24年ぶりとなる1990年3月に、ファン待望の日本公演が行われた。

## 日本公演日程
- Wings Over the World Tour In Japan（中止）：1975年11月19 - 21日 日本武道館　
  - 同年10月に来日が予告されていたものの、翌月に法務省がマッカートニーの大麻不法所持という前科があるとして査証発給を拒否したため、急遽公演が中止された[58]。
- Wings Japan Tour 1980（中止）：1980年1月21 - 24日・31日 - 2月2日 日本武道館、1月25日・26日 愛知県体育館、1月28日 フェスティバルホール　29日大阪府立体育館
  - 同年1月16日に来日したマッカートニーが税関の荷物検査でおよそ219グラムの大麻を所持していたことが発覚したため現行犯逮捕された。9日間もの間拘留され、強制送還されたことにより再び全公演が中止された。
- Get Back Tour In Japan：1990年3月3日、5日、7日、9日、11日、13日 東京ドーム 
  - アルバム『フラワーズ・イン・ザ・ダート』発売にともなう久々のワールドツアーの一環としてソロとしては初となる来日公演。この公演は3月2、3、5、6、8、9、11日の計7公演が予定されていた。しかし2月初旬のアメリカツアー中に始まった体調不良により、来日直前にマッカートニーが公演を1日おきに行うよう要望したため、急遽7公演より6公演に変更された。中止となった8日公演の別日への振り替えは設定されず、他の6公演も完売していたため入場料の払い戻しが行われた。マッカートニーは東京へ来られないファンへ、映像で公演を楽しんでほしいという趣旨で、9日の公演では実際の公演を各地方都市の会場[注釈 17]に衛星生中継し、映像で楽しむ「クローズド・サーキット」を行った[57]。ビートルズやそれ以降の曲、オールディズとバラエティに富む選曲で、最新アルバムからの楽曲も多く披露された。
- THE NEW WORLD TOUR：1993年11月12日、14日、15日 東京ドーム、11月18日（木）19日（金） 福岡ドーム
  - アルバム『オフ・ザ・グラウンド』を引っ提げて行われた公演。ビートルズやウィングス時代の曲と並び、最新アルバムからの楽曲も多く披露された。
- Driving Japan Tour：2002年11月11日、13日、14日 東京ドーム、11月17日、18日 大阪ドーム
- Out There! Japan Tour 2013：2013年11月11日（追加公演）、12日 京セラドーム大阪、11月15日 福岡 ヤフオク!ドーム、11月18日、19日、21日 東京ドーム
  - 11年ぶりに訪日し、京セラドーム大阪で2公演、福岡ヤフオクドームで1公演（福岡公演は20年ぶり）、東京ドームで3公演を行った[60]。MCでは積極的に日本語を使い、大阪弁、九州弁によるトークも披露した。福岡公演では「ノットーヤ？（ノッてるかい？）」などと博多弁を話した。アンコールでは「福島の被災者に捧げたい」と前置きし「イエスタデイ」を披露した[61]。これは海外のツアーでも必ず行っているパフォーマンスである。なお、これによりマッカートニーが東京ドーム公演を行った史上最年長アーティストとなった。
- Out There! Japan Tour 2014（中止）：2014年5月17日・18日 国立競技場、5月21日 日本武道館（追加公演）、5月24日 ヤンマースタジアム長居
  - 5月17日に国立競技場で行う予定だった公演においては当初、ステージが設営され、グッズ販売も実施されるなど準備が整えられていたが、開場直前になって、マッカートニー本人の急病により急遽中止となった。19日に振替公演を行うとし、17日の入場券は有効となると発表された（希望者には払い戻しも実施）。この時点では、翌18日以降の公演は予定通り行うとされていた。
  - しかし18日も前日と同じく開場直前になって中止が発表され、延期で開催される予定であった翌19日の公演についても中止となった。この発表があった直後、招聘元であるキョードー東京は「延期」と表現していたが数時間後に「中止」と訂正した。ただし、払い戻しは一度停止されていたことから、事実上「日程未定の延期」となった。この時点では日本武道館公演とヤンマースタジアム長居公演は予定通り実施するとしていた。
  - 5月20日になって、キョードー東京は日本武道館公演、ほか長居公演を含めた全公演を中止すると発表した。5月22日から6月9日までチケットの払い戻しに応じた[62]。
  - また、この後に予定されていた初の韓国公演（ソウルオリンピック主競技場）、6月に予定されていたアメリカでの7公演についても併せて中止が発表された。この後、アメリカの7公演については同年10月に振り返られ、後に開催された。国立競技場はすでに同年5月31日で改築に伴う使用停止が決まっていたためこれ以上の延期ができず、「幻の国立競技場公演」となってしまった。
  - キョードー東京はマッカートニーの病名を「ウイルス性炎症」と発表。詳細については公表されなかった。5月23日、マッカートニー側は都内の病院で治療を受け順調に回復していることを明らかにするが[63]、その後も報道は過熱。日刊ゲンダイは、マッカートニーが腸閉塞を発症し緊急手術を受けていたと報道[64]。また産経新聞は、腸捻転により緊急手術を受けていたと報じた[65]。招聘元関係者の一人である湯川れい子は、自身のTwitterで、これらの報道は公式発表ではなく、本人は回復して次のツアーに備えていることを強調。詳細については守秘義務のために公表できない状況であることを認めた[66]。
  - キョードー東京の発表によると、5月26日にホテルをチェックアウトし、空港へ直行してチャーター機で離日した[62]。出国は極秘に行われ、渡航先も公表されなかったが、翌27日にロンドンでナンシー夫人と散歩している姿がパパラッチによって撮影され、イギリスに帰国していたことが判明した[67]。
  - キョードー東京は公演が開催直前に中止となったことや、主催者発表の大幅な遅れ、情報が二転三転したことを謝罪した。この一連の動きの後、マッカートニー本人も希望している早期の来日公演実現に向けて協議が行われ、翌年の再来日が実現している。
- Out There! Japan Tour 2015：2015年4月21日 京セラドーム大阪、4月23日・25日・27日 東京ドーム、4月28日 日本武道館（追加公演）
  - 前年に予定されていた公演が全て中止となったため、改めて再来日公演として行われた[68]。前年予定されていた国立競技場は既に閉場となっており、スタジアムでの公演も日程の都合がつかなかったため、2013年の来日時と同じ屋内での公演となったが、日本武道館ではマッカートニーの単独としては初めて[注釈 18]、ビートルズ時代を含めると49年ぶりとなる念願の公演が実現した[69]。また日本と同様に開催中止となった初の韓国公演についても日本公演直後の5月2日に実現している[70]。
- One On One Tour 2017：2017年4月25日 日本武道館（追加公演）、4月27日・29日・30日 東京ドーム[71][72]
- FRESHEN UP JAPAN TOUR 2018：2018年10月31日・11月1日 東京ドーム、11月5日 両国国技館（追加公演）、11月8日 ナゴヤドーム[73]

## ディスコグラフィ

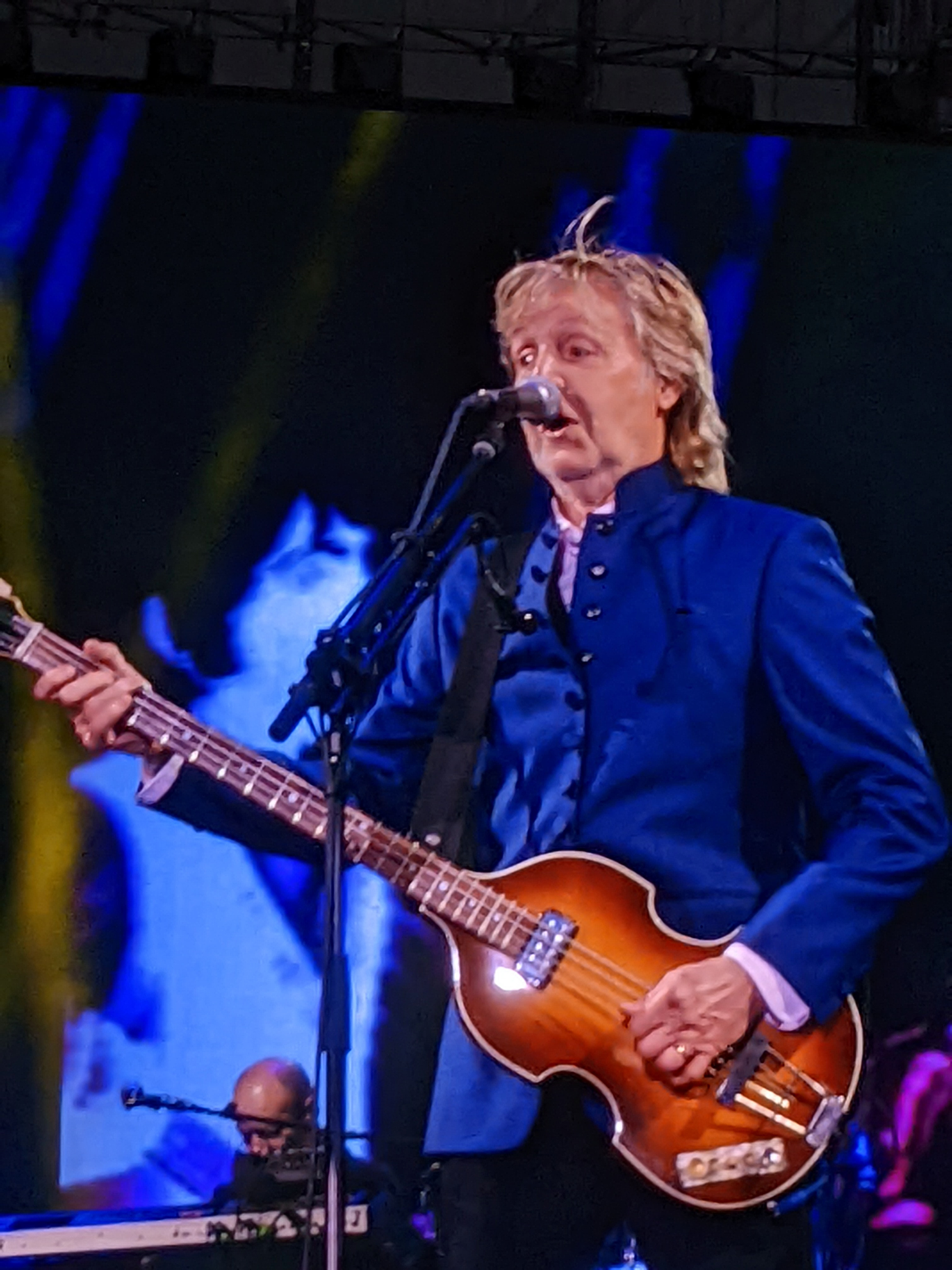
GotBackツアーでのマッカートニー（2022年）

（チャート；英：ミュージックウィーク/米：ビルボード）

### オリジナル・アルバム
- 『マッカートニー』 - McCartney（1970年）（英2/米3週1）
- 『ラム』 - RAM（1971年）(ポール＆リンダ・マッカートニー名義)（英2週1/米2）
- 『マッカートニーII』 - McCartney II（1980年）（英2週1/米3）
- 『タッグ・オブ・ウォー』 - Tug of War（1982年）（英2週1/米3週1）
- 『パイプス・オブ・ピース』 - Pipes of Peace（1983年）（英4/米15）
- 『プレス・トゥ・プレイ』 - Press to Play（1986年）（英8/米30）
- 『フラワーズ・イン・ザ・ダート』 - Flowers in the Dirt（1989年）（英1週1/米21）
- 『オフ・ザ・グラウンド』 - Off the Ground（1993年）（英5/米17）
- 『フレイミング・パイ』 - Flaming Pie（1997年）（英2/米2）
- 『ドライヴィング・レイン』 - Driving Rain（2001年）（英46/米26）
- 『ケイオス・アンド・クリエイション・イン・ザ・バックヤード』 - Chaos and Creation in the Back Yard（2005年）（英10/米6）
- 『追憶の彼方に〜メモリー・オールモスト・フル』 - Memory Almost Full（2007年）（英5/米3）
- 『NEW』 - New (2013年)　(英3/米3)
- 『エジプト・ステーション』 - Egypt Station（2018年）（英3/米1週1）
- 『マッカートニーIII』 - McCartney III（2020年）（英1週1/米2）

### プロデュース作品

#### シングル
- 「悲しき天使」 - メリー・ホプキン（1968年）
- 「アイム・ザ・アーバン・スペースマン」 - ボンゾ・ドッグ・バンド（1968年）Apollo C. Vermouthの変名で制作、日本未リリース。
- 「ケセラセラ」 - メリー・ホプキン（1970年）
- 「恋のリヴァプール」/「ストロベリー・ジャムの10年後」 - スキャッフォールド（1974年）

#### アルバム
- 『ポスト・カード』 - メリー・ホプキン（1969年）
- 『マクギア』 - マイク・マクギア（1974年）
- 『ホリー・デイズ』 - デニー・レイン（1977）

### 楽曲提供
主な楽曲を掲載。詳細は「ポール・マッカートニーの作品」を参照。（チャート；英：ミュージックウィーク/米：ビルボード）
- 「アイル・ビー・オン・マイ・ウェイ」 - I'll Be on My Way ビリー・J・クレイマー＆ザ・ダコタス（1963年）（英2）
- 「ラヴ・オブ・ザ・ラヴド」 - Love of the Loved シラ・ブラック（1963年）（英35）
- 「愛なき世界」 - A World Without Love ピーター&ゴードン（1964年）（英2週1/米1）
- 「ライク・ドリーマーズ・ドゥ」　- Like Dreamers Do アップル・ジャックス（1964年）（英20）
- 「ウーマン」 - Woman　ピーター&ゴードン（1966年）（英28/米14）バーナード・ウェブという変名で作曲し発表した。
- 「ステップ・インサイド・ラヴ」 - Step Inside Love シラ・ブラック（1968年）（英8）
- 「グッバイ」 - Goodbye メリー・ホプキン（1969年）（英2/米13）
- 「カム・アンド・ゲット・イット」 - Come and Get It バッドフィンガー（1970年）（英4/米7）
- 「リーブ・イット」 - Leave It マイク・マクギア（1974年）（英36）
- 「ナイチンゲールの翼」 - On the Wings of a Nightingale エヴァリー・ブラザース（1984年）（米50）

### 他のアーティストの作品への参加
- 「ナイト・アウル」 - カーリー・サイモン（1972年）ポールがリンダとともにバック・コーラスで参加。

## フィルモグラフィ
- Rock Show（1982年）：VHS & LD
- Give My Regard to Broad Street（1984年）：VHS & LD & DVD
- Rupert and the Frog Song（1985年）：VHS & LD
- Paul McCartney Special（1986年）：VHS & LD
- Put It There（1989年）：VHS & LD & DVD
- Get Back（1990年）：VHS & LD & DVD
- Going Home（1993年）：VHS & LD
- Movin' on（1993年）：VHS & LD
- Paul is Live（1994年）：VHS & LD & DVD
- In the World Tonight（1997年）： VHS & LD & DVD
- Live at the Cavern Club（2000年）：DVD
- Wingspan（2002年）：DVD（「ウイングス」&「ポールのソロ」）
- Back in the U.S.（2002年）：DVD
- The Animation Collection（2004年）：DVD
- In Red Square（2005年）：DVD
- Space Within Us（2006年）：DVD
- The McCartney Years（2007年）：DVD
- Good Evening New York City（2009年）：DVD

## ラジオ番組
- 『Oobu Joobu』 - 1995年にマッカートニーが制作したラジオ番組で、アメリカのラジオネットワーク『Westwood One』で同年5月から9月にかけて全15回放送された。マッカートニーは「ワイドスクリーン・ラジオ」と表現している[74]。番組名はBBCが制作したフランスの作家アルフレッド・ジャリの劇『Ubu Cocu』にヒントを得ている。番組では、マッカートニー及びビートルズのデモ、リハーサル、ライブ、未発表の音源などが公開された。この音源は海賊盤として発売されたが、1997年になって『フレイミング・パイ』に関連するUK盤CDシングルに10分程度にまとめたものが合計6種、正式に収録された[注釈 19]。また、ベスト・バイから「Oobu Joobu Ecology」と題した限定CDが発売された[75]。このCDは、ラジオシリーズの第5回を編集したもので、3000枚限定だった[76]。2020年7月31日には『フレイミング・パイ』が最新のリマスタリングを施し、デモやラフ・ミックス、ホームレコーディング等の音源を加えた形で『ポール・マッカートニー・アーカイヴ・コレクション』の一環として再発。その際にシングルに収録された「Part 1」〜「Part 6」のダイジェストが収録されている。

## 主な使用楽器

### ベース

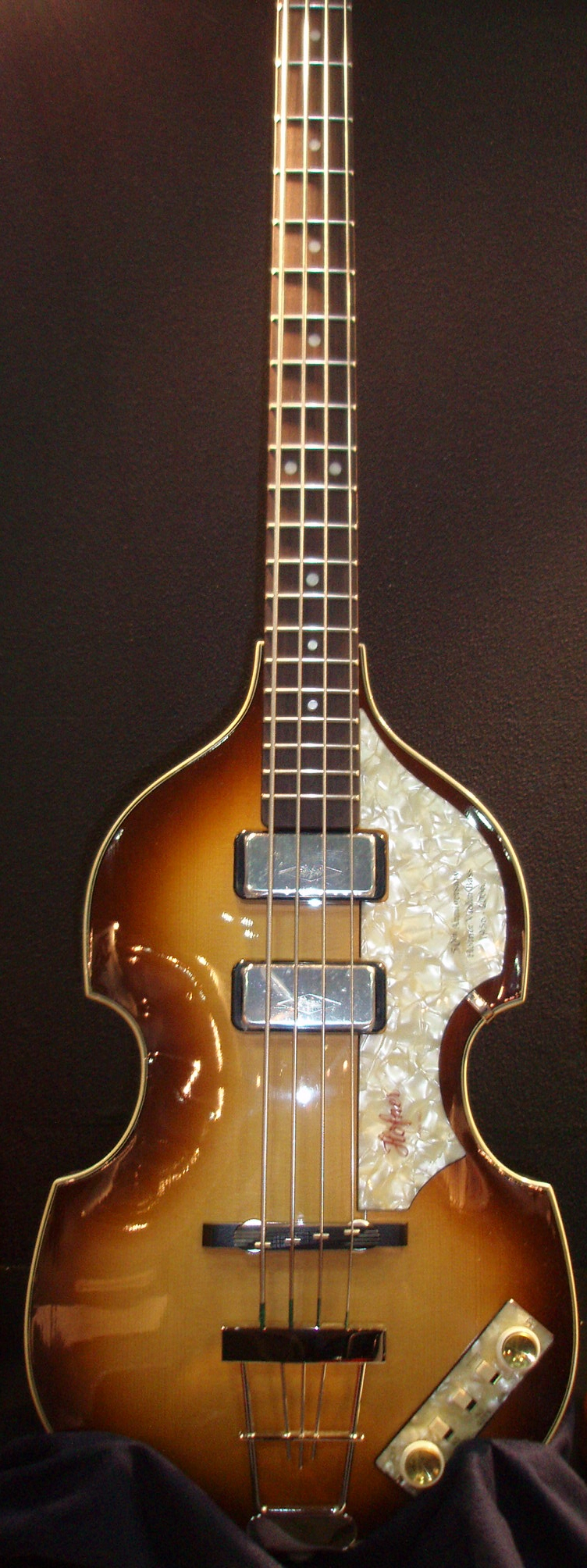
ヘフナー社で最も有名なエレキベースの500/1

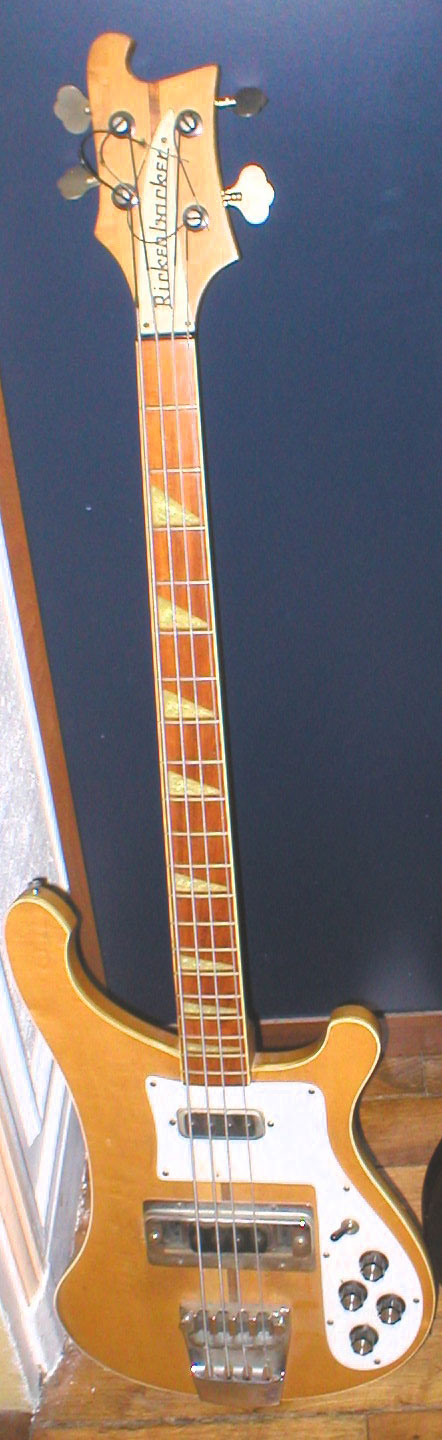
リッケンバッカー・4001(米国通常品)

カール・ヘフナー・500-1（Karl Höfner 500-1）（1本目 1961年製）
最初に入手した左利き用500-1。デビュー前よりキャバーン・クラブなどで使用していたため、通称「キャバーン・ベース」という名称で知られる。ヘッドの部分の「HOFNER」のロゴがゴシック体風の書体で縦書きで書かれており、リア・ピックアップがフロント・ピックアップのすぐ隣についており、二つのピックアップの間隔が狭いことが特徴。また「Horfner」のロゴマークがボディ向かって左側、リアピックアップの高さの場所にデカールされている。このロゴは左右モデルで同じ場所にデカールされているため、通常の右利き用の場合は露出して外見上のアクセントとなるが、左利き用の場合はピックガードの下に隠れてしまうことになる。マッカートニーが本機のピックガードを外した1967年にはすでに後述のリペイントが行われていたため、このロゴマークも剥がされてしまっていた。
それまでビートルズのベーシストだったスチュアート・サトクリフがバンド活動に消極的になっていった時期、マッカートニーが1960年6月に購入し使用していたエレクトリック・ギター「Rosetti Solid7」も不具合が生じていたためマッカートニーは主にピアノを担当していた。そのため、自身のSolid7のピックアップとコントロール基盤の一体部品を取り外し、社外品のピックアップマイクを外付けしたうえで3本のピアノ線を張ったものを、サトクリフが欠員の際の「即興ベースギター」として利用しながら代役を務めていた。しかし、ピアノ線の強い張力に耐えられず間もなくSolid7は完全に損壊。トニー・シェリダンとの「ポリドール・セッション」が決まり本格的なベースギターが必要となった事もあり、これを機にハンブルクの楽器店で購入したのがこの500-1であった。この時点ではまだサトクリフは脱退しておらず、ヘフナー500-5(のちにクラウス・フォアマンが買い取った)を抱えたサトクリフと、500-1を抱えたマッカートニーがステージで並んで映る写真も存在する。
「マッカートニーが左利き用を特注した」とされる文献もあるが、当時からメーカーラインナップに用意されていた左利き用の既製品であり、楽器店に在庫が無かったのでメーカーから取り寄せたものである。500-1を選んだ理由としてマッカートニーは「フェンダーベースが欲しかったが高くて購入できなかった」点(当時のイギリスではアメリカ製の品物には高額な関税がかけられていた)、「ボディのシェイプが左右対称で左利きのマッカートニーが持っても違和感がなかった」点、「ボディーシェイプが何となくカブトムシ(beetle)に似ていた」点などを挙げているが、『ハンブルグで共演したトニー・シェリダンのベーシストが500-1を使用していたのを見てマッカートニーが憧れを持った』というジョージ・ハリスンの証言もある。またショート・スケールで弾き易く、中が空洞なので非常に軽く肩が凝らない利点があり、これは『ザ・ビートルズ: Get Back』内で、ハリスンにリッケンバッカー・4001Sの使用を勧められたマッカートニーが500-1を使用する理由のひとつとして挙げていたり、1976年のウイングス全米ツアー中、現地メディアに「ヘフナーベースは使わないのか？」と質問されたマッカートニーが、本当は軽い500-1を使用したいがサウンド面を考慮してリッケンバッカーを使用している旨を回答している。

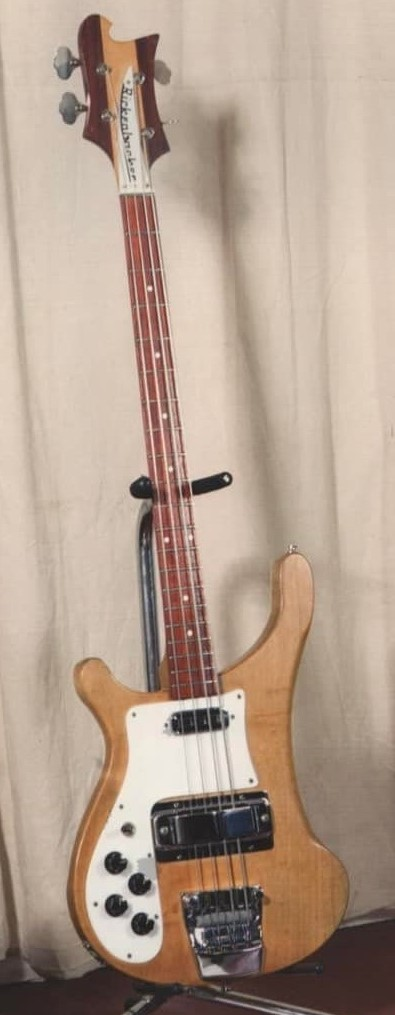
マッカートニー所有の1964年製リッケンバッカー・4001S 近影(2000年頃)

1963年に2本目のカール・ヘフナーを入手後は、コンサート時のサブ・ベースとしてステージに用意していた。1965年頃には赤みの強い3トーン・サンバーストの再塗装を施し、破損していたピックアップのエスカッションを一体型の物に交換した。1968年にはシングル「レボリューション」のプロモーションビデオで使用。さらに、1969年の「ゲット・バック・セッション」でも使用された。
ビートルズ解散後の1972年、ウイングスのアルバム「レッド・ローズ・スピードウェイ」のレコーディングセッションのさなか、運搬中の盗難に遭った。2018年にはマッカートニーの依頼を受けたカール・ヘフナー社が「ロストベースプロジェクト」を立ち上げてこのベースの捜索を開始したが、プロジェクトが一部の熱心なファン以外には知られていなかった数年の間はほとんど情報提供も無く、捜索の進展も見られなかった。これまで長らく、1969年の「ゲット・バック・セッション」中、トゥウィッケナム映画撮影所にて盗難に遭ったというのが通説とされながらも、明確な根拠は示されていなかった。2021年11月に公開されたドキュメンタリー映画『ザ・ビートルズ: Get Back』で、1969年1月22日に移動したサヴィル・ロウにあるアップル・コア内の録音スタジオで撮影されたシーンに本機の姿が確認され、「トゥウィッケナム映画撮影所で盗難に遭った」という説がまず覆された。この500-1が頻繁に登場する同ドキュメンタリー映画の影響により「ロストベースプロジェクト」が少しずつメディア等に取り上げられるようになった2023年、ウイングスのサウンド・エンジニアだったイアン・ホーンにより、1972年10月にロンドンのノッティング・ヒル地区で彼のバンの荷台から盗まれたという盗難時期および状況の詳細情報がプロジェクトにもたらされた。しばらくの後、ベースを盗んだ犯人の子息から「自分の父親が窃盗犯であり、窃盗後すぐに近所のパブの大家に売り渡した」との情報がもたらされ、続いて報道を知った当該パブ大家の親族からの連絡により、自宅の屋根裏部屋に現存していることが確認された。窃盗犯本人、およびパブ大家はすでに他界していた。2ヶ月間に渡る鑑定の結果、マッカートニーのベースである事が確認され、2023年12月にマッカートニー本人の手元に返却された。発見されたベースは、以降のモデルと同じようにラウンドバックだったことが確認され、「1961年製はフラットバック」という通説も覆された。2024年12月に行われた公演で50年以上ぶりでステージで使用された。その時の写真などを見ると、ペグやストラップピンの交換、ボディの再塗装など、後述の2本目が80年代後半に行われたものと同規模のリペアが行われているようである。
なお、マッカートニーは2000年代に入ってからリリースされた1961年仕様のスペシャルモデル（シリアルナンバー「1」）をヘフナーから贈呈されている。また2020年には、盗難時の本機の仕様を再現したレプリカモデルがヘフナーよりリリースされており、これもマッカートニーへ贈呈され、同年の新曲『Find My Way』のミュージックビデオ、および2023年のビートルズ名義の新曲『Now And Then』のミュージックビデオ内に映りこんでいる。
カール・ヘフナー・500-1（Karl Höfner 500-1）（2本目 1962年仕様の1963年製）
1963年10月に入手した2本目の500-1。ヘッドの「Hofner」のロゴが、横書きの筆記体状のものになっており、二つのピックアップの間隔が片方がネック寄り、もう一方はブリッジ寄りと1本目の物より広くなっている。マッカートニーのトレードマークとして有名になったのは、この2本目の方である。1964年までメインベースとして使用された。このベースにはもともとストラップピンが付いておらず、ビートルズ時代にはネック側はネックエンドとボディの隙間にストラップを巻き付け、テールピース側はテールピース自体にフックを付けて使用していた。1965年にリッケンバッカー・4001Sを手に入れてからは、レコーディングに使用される頻度は徐々に減っていったが、ライヴでは1966年にコンサート活動を停止するまで、一貫してメインベースとして使用された。ピックガードは一般的なねじ止め式ではなく、釘のようなもので取り付けられている。マッカートニーの実機も当初からピックガードが付いていたが、1966年8月16日にペンシルベニア州フィラデルフィアのジョン・F・ケネディ・スタジアムで行われた公演からピックガードが取り外された状態で使用されるようになり、2025年現在に至る。1967年、シングル「ペニー・レイン」のプロモーションフィルムに登場して以降はレコーディングに使用されることもなく表舞台にも出てこなかったが、1969年の「ゲット・バック・セッション」で1本目とともにメインベースとして再登場し、アップル屋上でのライブでも使用された。ビートルズ解散後およびウイングス結成後は、レコーディング・ステージともにリッケンバッカー4001Sをメインにしていたため表舞台に出ることはなかった。ただし、1974年頃のリハーサル風景を撮影した写真の中でアンプに立てかけてあったり、当時のウイングスのギタリストだったジミー・マッカロクが左右を逆にして弾いている写真が残されており、ウイングス時代にはスタジオには持ち込まれていたが、レコーディングやライヴに使用されたことはほとんどなかったと思われる。1979年12月29日に行われた「カンボジア難民救済コンサート」の、マッカートニーをボーカルに出演者全員で「ルシール」を演奏する場面において、ゲスト出演者でレッド・ツェッペリンのボーカリスト、ロバート・プラントが本機を逆さまに抱えてステージに現れている(実際に演奏しているかどうかは不明)。
1980年、ソロ名義で発売されたヒットシングル「カミング・アップ」のプロモーションビデオではマッカートニーがビートルズ時代の自身に扮し、この500-1を抱えて登場する。続いて1982年の「テイク・イット・アウェイ」のプロモーションビデオでもこの500-1を演奏したが、レコーディングには使用されていない。この時期にはストラップが交換され、アコースティックギターのように、ネックのナット部分にストラップの片方が結び付けられていた。
1989年、アルバム「フラワーズ・イン・ザ・ダート」レコーディングセッションにおいて、共作者のエルヴィス・コステロの勧めで再びヘフナー使用を決意。この際に本格的、かつ大規模なリペアを施し（ピックアップ・電気系等の配線や部品の交換と改良、ネックの反りの修正・補強、ボディ表面の再塗装、すり減ったフレットの打ち直し、ブリッジの改良、コントロールスイッチパネルを2点止めから4点止めへ補強、ストラップピンをシャーラー製・ロック式へ交換する等、ほぼベース全般に及ぶ）、「マイ・ブレイヴ・フェイス」「ディス・ワン」などの主要曲のレコーディングに使用。続いて行われたワールドツアーでは、1969年のアップル屋上ライブ以来20年ぶりにライブ演奏に使用し、ビートルズ時代のヒット曲も多数演奏した。1989年〜1990年のワールドツアーでは、ウォル製の5弦ベース等、曲によっては他のベースも使用していたが、その次に行なわれた1993年のワールドツアーからはメインベースとして、ウイングスやソロの曲も500-1で演奏するようになり、以降コンサートとレコーディングの双方に於いて、再びメインベースとして、2025年現在も使用され続けている。1989年以降のポールのライヴでは、ギターは様々な種類のものを曲ごとに使い分けているが、ベースは基本的にこの500-1しか使用していない。
1993年のワールドツアーまで、ボディサイドに1966年のビートルズ最後となったツアーのセットリストが貼ってあったが、現在は剥がされている。2005年頃に、それまで40年以上酷使してきたオリジナルの2連ペグ（長方形の形状でペグボタンの色は飴色、形も薄く小さい物）は破損したのか、当時流通していたHofner純正リイシューパーツ2連ペグ（楕円形のペグはパール模様で厚く、大きさもオリジナルの物よりも二回り程大きい）に交換され、現在（2024年）もこの状態で使用されている。ツアー時のサブベースとして、90年代は2本目の仕様に近いオールドのレフティ・ベース（3本目：1963年製）をスタンバイさせていた。この3本目はPV「OFF THE GROUND」で空飛ぶHofnerとして目にする事が出来るが、コントロール・パネルの位置が2本目に比べて上部に付いているので容易に見分ける事が可能。　その後、2008年頃のツアーではキャバーン・タイプの新しいヘフナー（50周年記念ピックガード付き：2006年製）がスペアとして常備されていたが、最近（2010年）のライブでは1962年リイシューモデル20/40の最初期ロットと同等品(ピックガード無し：1995年製）に変わっている。2012年に入って現行のビンテージ’62年型モデル（通称：「マージー」モデル）のボディ全体にユニオンジャックがペイントされたモデルを寄贈され、同年6月4日のエリザベス女王戴冠60周年公演で使用された。その後、この英国旗柄ベースがファンの目の前で披露されたのは2013年11月21日に東京ドームで行われた日本公演最終日のみだが、ステージサイドには前出の20/40の1995年製と同じく、サブ・ベースとして常時スタンバイされている。
また近年、1964年頃にカール・ヘフナー社からマッカートニーに贈られたと言われるゴールド・パーツ付きの500-1がオークションに出品された(落札はされなかった）が、マッカートニー自身はこのヘフナーを「所有したことがない」と明言。実際にこのベースがマッカートニーに贈られたことは事実のようであるが、このヘフナーを手にしている写真などが存在せず、本人はこのベースについては全く覚えていないと言及した。本人が使用することなく他人に譲ったのか、マッカートニー自身の手に渡る前に第三者の手に渡ったのかなど真相は明らかになっていない。
リッケンバッカー・4001S（Rickenbacker 4001S）（1964年製）
リッケンバッカー社より1965年に贈呈された左利き用ベース。当時リッケンバッカーは、イギリスに於いての輸入代理店だった商社のローズ・モーリス社を通じてヨーロッパ市場向けに独自のモデル展開を行っており、ドット・ポジションマーク、ノンバウンドボディ(バインディング無し)の仕様であるこのベースは「ROSE MORRIS#1999」という型式番号で発売された。米国通常品の「リッケンバッカー・4001」はバインディングが巻かれたバウンドボディに派手なトライアングル・ポジションマークが付いているため、それらが省略されたこの「#1999」は廉価版という位置付けであったが、マッカートニーをはじめクリス・スクワイア、ジョン・エントウィッスル、ピート・クウェイフといった英国人有名ベーシストがこぞって「#1999」を使用していたことから、リッケンバッカー「4001S」(「S」は「スタンダード」の意)としてアメリカでも販売開始されたものである。同社製ホースシュー・ピックアップが取り付けられ、ブリッジユニットはミュートが出来るようになっている。
1964年2月、ビートルズ初のアメリカ遠征の際に、リッケンバッカー社社長のF・C・ホール自らが新製品を持参してビートルズに面会。ジョン・レノンには彼にとって2本目となる「リッケンバッカー・325」を、ジョージ・ハリスンには「リッケンバッカー・360/12」を贈呈したが、マッカートニーはホールが持参したこの4001Sを試奏はしたものの、受け取りは固辞した。これは前年10月に新しい カール・ヘフナー・500-1を入手したばかりだった為である。翌1965年8月の2度目のアメリカツアーの際にF・C・ホールは再び本機を持参してマッカートニーに面会し、この時にあらためて贈呈し、マッカートニーはこのベースを受け取った。イギリスに持ち帰ったマッカートニーは1965年の『ラバー・ソウル』のレコーディングセッションから使用を開始し、以降ビートルズ解散まで、レコーディングにおけるメイン・ベースとして使用されるようになった。1966年のツアーではサブ・ベースとして準備され、同年6月の日本公演でもステージ上のアンプ裏に立てかけてあったが、ビートルズ時代の公演に於いて実際に演奏で使用される事は一度も無かった。当初はレッド・サンバーストであったが、1967年にはレノンのギブソン・J-160E、ハリスンのフェンダー・ストラトキャスター等とともにサイケデリックな塗装が施された。
マッカートニーの所有機は1964年、彼の為に特別に1本のみワンオフ製作された左利き用であり、ネック/ヘッドは通常の右利き用が流用されている。そのため、ヘッド部に取り付けられているトラスロッドカバーも右利き用のものに「Rickenbacker」の字体が逆向きに描かれたものであるため、肩から吊すと先が上あがりとなる（通常は下さがり）。また、内部の電気回路も右利き用のサーキットがそのまま流用されており、ボリュームポットとトーンポットの配列の位置関係や回転方向、ピックアップセレクターのトグルスイッチの作動方向が、のちに市販化された左利き用とは逆さまになっている。弦を支えるナット(上駒)も右利き用の物がそのままはめ込まれていたが、1969年の「ゲット・バック・セッション」中に通常のスティール弦よりも径が太いブラックナイロン弦をマッカートニーが装着したところ、弦がナット溝にはまりきらずに脱落するようになってしまったため、セッション中にリペアに出し、ナット交換と共に塗装が剥がされて木の地肌を露出したナチュラル仕上げを施される。リペアから戻ってきた状態の本機は、セッション最終日に収録された映画『レット・イット・ビー』の「トゥ・オブ・アス」演奏シーンでマッカートニーの後方に立て掛けられているのが確認できる。「ゲット・バック・セッション」終了後、1969年7月より正式に開始された「アビイ・ロード・セッション」では再びメインベース(ブラックナイロン弦装着)として使用された。ビートルズ解散後、1971年にはボディーシェイプの角が削られ、全体的に丸みを帯びた姿になった。その後のウイングス時代には、レコーディング、公演活動の両方で一貫して使用され、カール・ヘフナーに代わるマッカートニーのメインベースとして有名になった。1974年には、ビートルズ時代の1965年に損傷して一部が欠けていたピックガードを新品に交換し、ピッキングの邪魔になっていたリアのホースシュー・ピックアップを、出力がより高い「ハイゲイン・タイプ」と呼ばれるものに交換。また1976年のウイングス全米ツアー終盤頃に、トラスロッドカバーがそれまで装着されていた物より短い当時の現行市販品に交換されている。
ウイングス解散以降もレコーディングやプロモーションビデオで使用され、1984年の映画『ヤァ!ブロードストリート』やアルバム『オール・ザ・ベスト』のジャケット写真にも登場したが、1989年のアルバム『フラワーズ・イン・ザ・ダート』のレコーディングセッション以降はほとんど使用されていない。ただし、2002年からのワールド・ツアーではサブとしてスタンバイされており、同年の日本公演にも1966年と同様に持ち込まれていた。なお、近年ではリアピックアップが再びホースシュー・タイプのものに交換されている。
リッケンバッカー・4001S（Rickenbacker 4001S）（1970年代製）
1970年代製でスリーピースネックの4001S。1964年製と違いヘッドのウォルナットの羽部分はナチュラルカラー。あまり詳細は知られていないが1970年代前半にレコーディングで使用した説がある。そして1964年製のリアピックアップをハイゲインに交換した際のパーツ取りという説もある。
ヤマハ・BB-1200L
1980年の日本公演が決定した際にヤマハ社より贈呈されたもの。スルーネック仕様のサンバーストカラー。1979年の英国ツアーや「テイク・イット・アウェイ」PVなどで使用。市販のモデルにはヘッドに筆記体で「Broad Bass」のロゴがあるが、マッカートニーのものには代わりに「YAMAHA」のロゴが採用されている。

フェンダー・ジャズベース
ビートルズ後期以降、少なくとも2本の使用が確認されている。どちらも1967–1968年製。1本は右利き用のもの(ハリスンの使用モデルを譲り受けた説がある)を弦を左用に張り替えて使用。
もう1本は左用で、3トーンサンバースト・ローズウッド指板・べっ甲柄ピックガード仕様。これに付いているペグ(通称「パドル・ペグ」又は「lollipop key」)は1966年〜1970年のうちの限られた個体のみの仕様、あるいは1966年のみの仕様等の説がある。1976年のウイングス全米ツアーではスペアとしてステージ上に置かれ、1976年6月18日のアリゾナ州ツーソンの「ツーソン・コミュニティー・センター」での公演で実際にこのジャズベースを演奏している写真が残されている。

ウォル・マーク（マッハ）II（Wal Mach II)
マッカートニーがツアー用に特注制作した5弦ベース。『フラワーズ・イン・ザ・ダート』録音と1989–1990年のツアーで使用された。1994〜95年のビートルズ再結成時の「フリー・アズ・ア・バード」のレコーディングにも使用されている。
ケイ ジャズ（Kay Jazz)
1960年代に製造されたフル・アコースティック構造のエレクトリック・ベース。ウイングス初期のライヴと「エボニー・アンド・アイボリー」PVで使用。
ゼマティス
アルバム『バック・トゥ・ジ・エッグ』のPVで使用されたアコースティックベース。
Wベース（コントラバス）
1974年にリンダがナッシュヴィルで購入してマッカートニーにプレゼントしたもの。エルヴィス・プレスリーのベーシスト、ビル・ブラックが「ハートブレイク・ホテル」の録音で使用したといわれる金色のモデル。

### ギター
ビートルズ時代とウイングス時代は左利き用のギターは入手困難（もしくは特注する必要があった）であったため、右利き用のギターを改造して使用していた。マッカートニーは普通の右利き用の弦の張り方のまま、ギターを逆向きにして演奏することもできるが、右利き用のギターは全てナットとブリッジを左利き用のものに交換、もしくは調整して使っている。

#### アコースティック・ギター

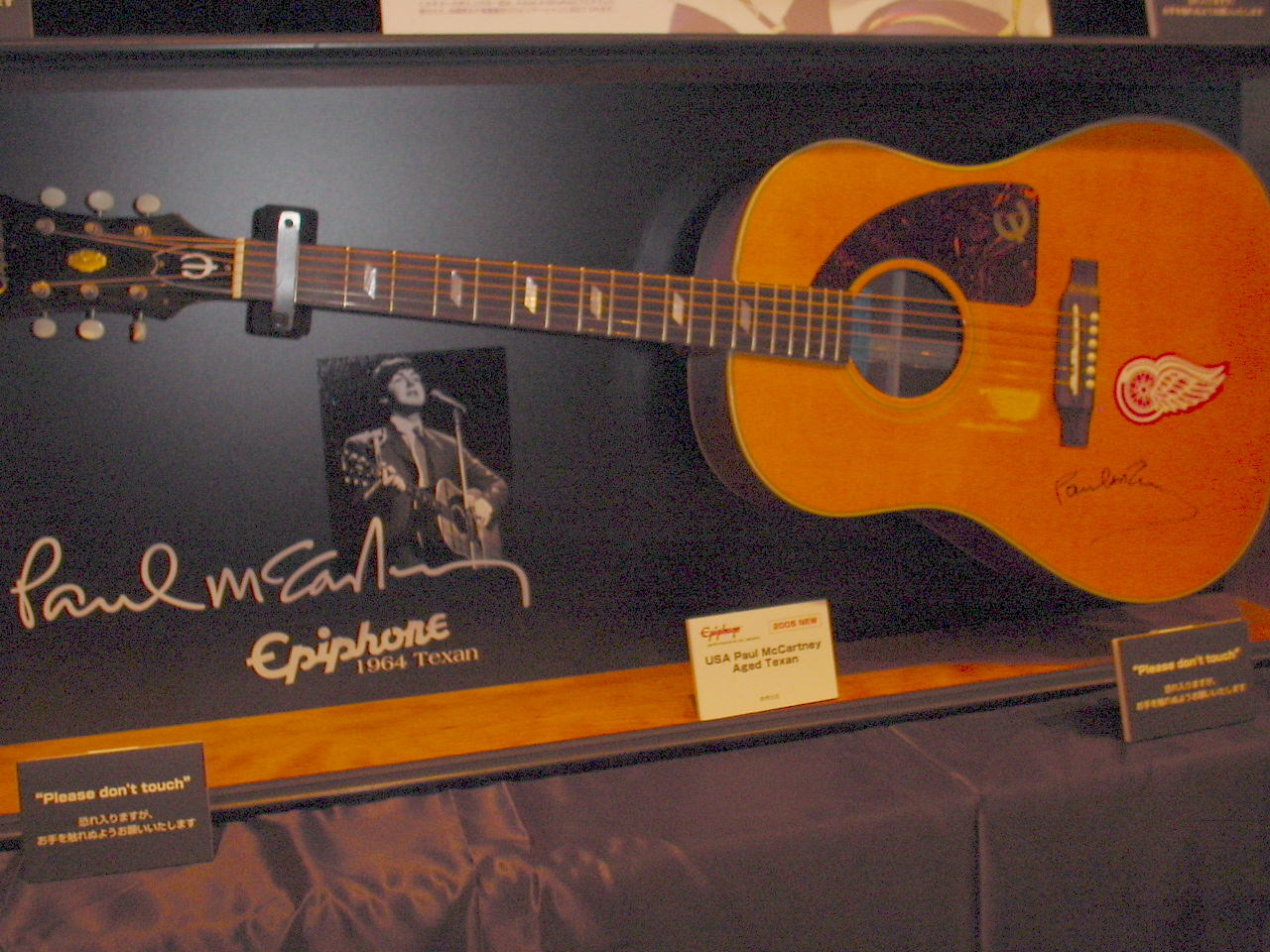
エピフォン・テキサン（2005年製）直筆サイン入り Aged Texan

ゼニス・モデル17（Zenith Model17）
マッカートニーが最初に手にしたギター。誕生日プレゼントとして父から贈られたトランペットを楽器屋に持ち込み、そのままこのギターと交換してもらったという。ドイツの楽器メーカーであるフラマス社が製造し、イギリスの音楽出版社ブージー＆ホークス社が流通させていたギターで、メイプルの合板を使用したノンカッタウェイのアーチトップ・アコースティックギターである。クオリーメンに加入した当初から使用しており、後にアーチトップ用の金属のバーに固定するタイプのフローティング式ピックアップを後付けしてエレキ化されるが、その後機材面の限界を感じたマッカートニーがロゼッティ・ソリッド7を入手したことで、ギグで使われる事はなくなった。マッカートニーは現在もこのモデル17を所有しており、『ザ・ビートルズ・アンソロジー』の映像の中で、このギターで「トウェンティ・フライト・ロック」を演奏している姿を確認できる。現在は塗装をリフィニッシュされ、ピックガードも外されたままの状態となっている。
エピフォン・テキサン（Epiphone Texan）
1964年製で、当初は自身の作曲用としてエピフォン・カジノと同時に購入した。右利き用。全音下げチューニングで「イエスタディ」のレコーディング時に使用されている。当初はレコーディングやテレビ出演用のギターとして使用されていた。現在は全音下げチューニングに固定された状態で、コンサートツアーでは専ら「イエスタデイ」の演奏で使用される他、2005年のアルバム『ケイオス・アンド・クリエイション・イン・ザ・バックヤード』収録の「ジェニー・レン」でも使用された。ステッカーが表面に2枚貼られている。
マーティン D-28（Martin D-28）
1967年より使用開始。ビートルズ時代からウイングス時代まで使用したモデルは1967年製の右利き用。ウイングス解散後には左利き用のモデルを使用。2002年以降のツアーやライブでも頻繁に使用している。
マーティン・OOO-18（Martin OOO-18）
マーティン・J-18（Martin J-18）
1993年のワールド・ツアーで使用。左利き用。サウンドホールに後付式のピックアップをガムテープで固定して使用された。J-18は、マーチンのMサイズボディと同じながら厚みはDサイズの深いもの、ボディ下部の広がりでooo-18と見分けが可能。
マーティン12弦ギター（モデル名不明）
ギブソン・J-180（Gibson J-180）
通称エヴァリー・ブラザーズモデル。ムスターシュ (髭形) ・ピックガードがサウンドホールの左右に貼られ、外見上は利き腕による区別がない。1960年代後半製の仕様だが、近年はブリッジが改造され、オリジナルの仕様とは異なりブリッジピンで弦を留める仕様となっていることが確認されている。ウイングス時代から1993年のツアーまで、レコーディングやライヴで使用されている。
ギブソン・J-185
2013年のOut Thereツアーの頃から使用している12弦。サンバースト。
ギブソン・J-160E
ビートルズ時代にレノンとハリスンが使用したことで有名なモデルだが、マッカートニーはビートルズ解散以降に手にしている。ボディシェイプが変更された1969年以降の仕様で、右利き用のサンバーストカラー。
タカミネ・NPT-010（Takamine NPT-010）
アルヴァレズ・ヤイリ・YD-88BK（Alvarez Yairi YD-88BK）
日本のK・ヤイリの米国輸出モデル。黒色・左用で、サウンドホールが無いのが特徴。現在も市販されている（オーダーでのカスタマイズも可能で、日本でもアルヴァレズ・ヤイリ仕様で作ることができる）。1989-1990年のツアーで使用。
オベーション・カスタム・レジェンド1619
1975年〜1976年のウイングスのワールドツアー、および1979年の英国ツアーで使用された6弦のオベーション。市販モデルとは仕様が若干異なる。
オベーション・ペースメーカー1615
1975年〜1976年のウイングスのワールドツアーで使用された12弦。
オベーション・カスタム・レジェンド1658
1975〜1976年のウイングスのワールドツアーで使用された、もう1本の12弦。

#### エレクトリック・ギター
ロゼッティ・ソリッド7 (Rosetti Solid7)
マッカートニーにとって初めてのエレクトリック・ギター。1960年6月30日にヘッシー楽器店で分割払いで購入した。オランダの楽器メーカー、エグモンド社が製造したギターで、同社はイギリスに輸出するモデルに「ロゼッティ」という別のブランド名を施している。「ソリッド」という名称だが実際はソリッドボディではなく、サウンドホールの無いセミ・ホロウボディである。ハンブルク巡業の際にベーシストのサトクリフが度々公演を欠席するようになり、その代役が回ってくるようになったことで、マッカートニーはソリッド7に（クラブに備え付けのピアノから失敬してきた）ピアノ線を3本強引に取り付け、即興ベースとして使用するようになる。しかし、ピアノ線の強い張力に耐えられるはずもなく、間もなくして大破したソリッド7を修理する価値が無いと判断したメンバー達は、全員で「ソリッド7を木っ端微塵になるまで叩き壊す」という儀式めいたパフォーマンスをステージ上で行ったという。ソリッド7が即興ベースとしての役割を終えた1961年の春頃にはスチュアートが脱退寸前の状態で、既にバンドの正式なベーシストを担当していたマッカートニーは、トニー・シェリダンとの「ポリドール・セッション」に向けて新しいベース「ヘフナー・500-1」の購入を決断する。
エピフォン・カジノ
1962年製のサンバースト。右利き用。シリアルナンバーは84075。1964年12月、前出のエピフォン・テキサンと同時に購入した。ビグスビー・ビブラート・ユニット付き。購入直後、1964年12月21日～1965年1月16日にかけてロンドン・オデオンシネマで開催されたクリスマス・ショウの楽屋にマッカートニーが本機を持ちこんでいる写真が残っており、まだ右利き用に弦が張られている新品状態の本機をレノンが試奏していたり、ハリスンと共にブリッジのサムナットを回し調整を試みている写真が残されている。マッカートニーの勧めにより、のちにレノンとハリスンもカジノを購入する。
レノンとハリスンが購入した1965年製モデルとは異なり、マッカートニーの所有モデルはヘッドの形状(オールド・スタイルのファット・ヘッド)、トラスロッドカバーにeマークがない、コントロールノブが黒い、ホーンの丸みが大きめといった1962年製までの仕様の特徴がある。アルバム『ヘルプ!』のレコーディング・セッション以来、現在までのレコーディングにおけるメイン・ギターである。「涙の乗車券」や「タックスマン」などのリード・ギターは、このカジノによって演奏されている。ピックガードは1970年に外され、のちのウイングス時代のレコーディング及びライブ、その後現在に至るまでの全キャリアを通して愛用している。ストラップピンがネックヒールではなく、右のカッタウェイに付いている（これはマッカートニー自身がこの位置に付けた可能性が高い）。現在はボディ裏までサンバースト塗装が施されている事から、ある時点でボディ材の交換や一部の再塗装を伴うリペア作業が行われた可能性が高い。
ステージでは1973年のウイングスのヨーロッパ・ツアーで使用したのが最初。2005年の『Live 8』にて「サージェント・ペパーズ・ロンリー・ハーツ・クラブ・バンド」をU2と演奏した時もこのギターを使用。近年のツアーでも、2010年のマイアミ公演や2013年・2015年の日本公演での「ペイパーバック・ライター」の演奏時など、ごくまれにステージで使用される。
ギブソン・レスポール
少なくとも3本所有しており、全て左利き用。
（1）1989年にチープ・トリックのリック・ニールセンより購入した、通称「バースト」と呼ばれる1960年製。1989～90年のツアーで初登場。ネックジョイント部分のサンバーストがかなり濃くなっている点が特徴である。ギブソン所有のデータによると、1958年から1960年に作られた左利き用の「バースト」レスポールはわずか4本しかなく、2020年現在完全に本物である確証があるのは、このギターのみと言われている大変貴重なもの。現在ではライヴのアンコール最後の曲、「ジ・エンド」で使用されることが多い。
（2）2000年代のリイシューモデルで、元々の色はサンバーストだったが、2009年頃にイラストレーターのロージー・ブルックスによって、両手を挙げた人がたくさん描かれたペインティングが施され、透明なピックガードが装着された。『グッド・イヴニング・ニューヨーク・シティ』など各種ライブ映像で確認できる。近年のツアーでは、「レット・ミー・ロール・イット」演奏時に使用。
（3）リンダよりプレゼントされたと言われる1957年製ゴールドトップ。「ワンス・アポン・ア・ロング・アゴー」のPVや『夜のヒットスタジオDX』、イギリスのTV番組『LAST RESORT』出演時などで使用した他、1989-1990年のツアーでも使用。
ギブソン・ファイヤーバードVII
1966-1969年に製造されたノン・リバース・ボディ。左利き用。ビグスビーB5搭載。アルバム『ラム』セッション以降で使用。
ダン・アームストロング／アンペグ・アクリル・ボディ・ギター
右利き用。『バンド・オン・ザ・ラン』セッションで使用。また、『タッグ・オブ・ウォー』期のフォト・セッションでもその姿が見られる。
フェンダー・ストラトキャスター
1960年製、2トーン・サンバースト。左利き用。ローズ指板。ナットが交換されている。
フェンダー・テレキャスター
1968年製、サンバースト。左利き用。ファーストソロアルバム『マッカートニー』の録音等で使用された他、ウイングス時代にたびたび使用。のちにブリッジをフロイドローズに交換し、センターピックアップを増設するなどのカスタマイズが施されている。カスタマイズ後の姿は『プレス・トゥ・プレイ』リリース期前後の映像や、アーカイブシリーズの『マッカートニー』デラックスエディションのブックレット等で確認可能。
フェンダー製ではないが、リアピックアップを交換した上で「ギズモ」を搭載、ボディの一部を削って弾きやすくした右利き用のテレキャスタータイプを、ウイングス時代に使用していたことがある。
フェンダー・エスクワイヤー
右利き用のサンバースト。ビートルズ時代の1967-1968年に使用。ローズ指板。
リッケンバッカー・360/12VP
よく言われる360/12V64ではない。24フレット仕様の左利き用。ファイアーグロー。『オール・ザ・ベスト』TVCMや『フラワーズ・イン・ザ・ダート』レコーディング・セッションなどで使用。「クイーニー・アイ」 のメイキングビデオで存在が確認できる。
ミュージックマン・アルバート・リーモデル（プロトタイプ）
アルバム『オフ・ザ・グラウンド』の時期にライブなどで使用。
ギブソン・L-5
2005年のアルバム『ケイオス・アンド・クリエイション・イン・ザ・バックヤード』の頃から使用。カラーはサンバースト。ピックガードの付いていない左利き用。
ギブソン・ES-5 Switchmaster
実際の使用歴は不明だが、1990年代に手にしている写真が残されている。

## 私生活

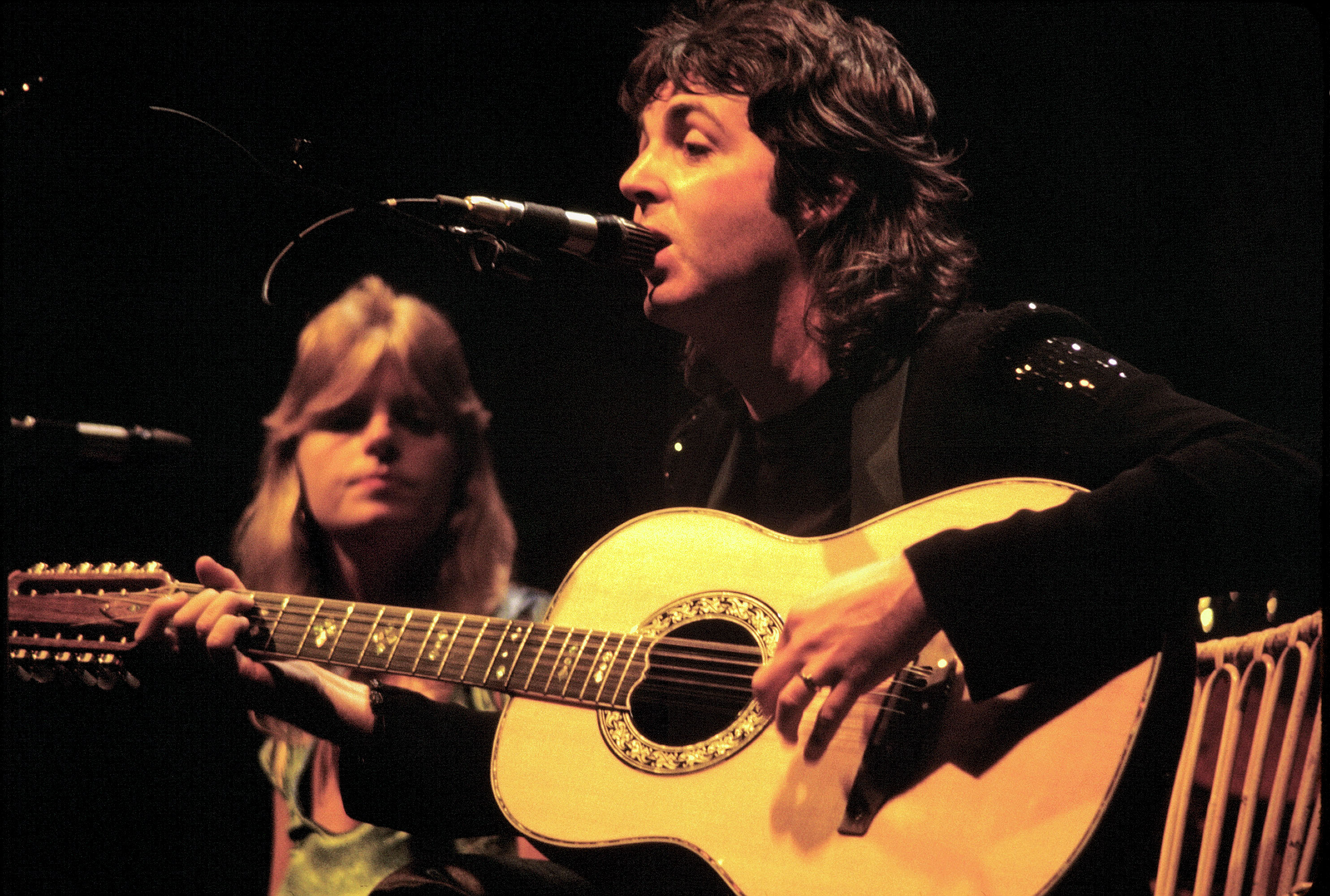
ウイングスのコンサート。リンダ・マッカートニーとともに。

5年間ほど交際中のイギリスの女優ジェーン・アッシャーと1967年に婚約するが、マッカートニーの浮気を理由として1968年に婚約破棄されている。
その直後から交際を始めた写真家リンダ・イーストマンが妊娠したため、1969年3月12日に結婚した。この時リンダには、前夫で地質学者のジョセフ・メルヴィル・シー・ジュニアとの娘であるヘザー・ルイーズ・シー（2人の結婚後にはヘザー・マッカートニー）がいた。以降、リンダはマッカートニーを公私共に支え続けたが、1998年4月17日 米国アリゾナ州ツーソンにて乳癌のため56歳で死去した。マッカートニーとリンダの間には、写真家のメアリー、ファッションデザイナーとして世界的に有名になるステラ、ミュージシャンとして活躍するジェームズの3人の子供が生まれた。
2002年にリンダの死後に出会った元モデルのヘザー・ミルズと婚約を発表、その後正式に再婚し、2003年には娘ベアトリス・ミリーが生まれた。しかし、お互いの生活のすれ違いやマッカートニーの子供たちとの不仲などが原因で2006年に別居した。結局、離婚は2008年5月12日に認められ、6週間後に成立した。
2011年、4年ほど交際していたアメリカ人女性ナンシー・シェベルとの婚約を5月6日に発表。同年9月14日、ナンシーとの婚姻予告届をロンドン市内の登記所に提出。同年10月9日に結婚し、ロンドン市内の公会堂で結婚式をあげた。2013年4月、サンデー・タイムズが「英音楽界での長者番付」を発表し、マッカートニーと、アメリカで運送会社を経営する妻ナンシー・シェベルの合計資産は6億8千ポンドにも上り、長者番付1位を飾った。
2019年時点で子どもが5人、孫が8人いる。祖父として孫に本の読み聞かせをすることもあり、2019年11月5日に初の絵本『グランデュードのまほうのコンパス』を刊行した。かつて孫を寝かしつけようと読んだE・E・カミングスの詩集に卑猥な表現があって、絵本の自作を思い立ったという。
サッカーのプレミアリーグでは、イングランド・リヴァプールをホームタウンとするエヴァートンFCのファンである。
また大相撲のファンでもある。1993年11月中旬に訪日した際は、福岡公演の前日11月17日に羽田空港から航空機で福岡空港に移動したのち大相撲11月場所観戦のため福岡国際センターに直行。予告なくマッカートニーが登場したために場内は騒然となり、翌日のスポーツ新聞でも取り上げられた。
2013年11月の訪日の際にも福岡で観戦。日本相撲協会が11月14日午前から「ポール・マッカートニーさんが相撲を観に本日いらっしゃいます」と告知しており、画面に何回も登場した。また懸賞制度に特に興味を持ち、12・13日目と千秋楽の結びの一番において新作アルバム『NEW』を宣伝する懸賞を5本ずつ掛けた。初めて懸賞をかけるときは1日1本・15日間懸けることになっており、申し込みは場所前となっていたが、日本相撲協会はポール側の申し入れを「特例」として受け付けた。11月22日に帰国の途につくポールにこのことを大きく報じた紙面を記者が見せると大変に喜んだという。

## 顕彰

### 表彰
主なものを掲載。詳細は「ポール・マッカートニーの受賞・ノミネート一覧」を参照。
- 第32回グラミー賞特別功労賞生涯業績賞（Grammy Lifetime Achievement Award）（1990年）
- ロックの殿堂（Rock and Roll Hall of Fame）入り（1999年）
- ブリット・アワード（BRIT賞）（2008年）:音楽への優れた貢献に対して。
- ガーシュウィン賞（2010年）[85]
- ケネディ・センター名誉賞（2010年）[86]
- ミュージケアーズ・パーソン・オブ・ザ・イヤー（2012年）
- グラミー名誉の殿堂賞（Grammy Hall of Fame）（2013年）：『バンド・オン・ザ・ラン』
- 第56回グラミー賞特別功労賞生涯業績賞（2014年）：リンゴ・スターとともにビートルズとして受賞。
- ウルフ賞（2018年）：芸術部門で受賞。

### 叙勲
- 大英帝国勲章第5級勲位（MBE:Member of the Order of the British Empire）（1965年）：ビートルズの一員として叙勲。
- 英国・ナイトの爵位（1997年）：エリザベス2世より音楽への貢献が認められ授与された。
- フランス・レジオンドヌール勲章オフィシエ（将校、4等）（2012年）[87]
- 英国・コンパニオン・オブ・オナー勲章（2018年）[88]

### 博士号
- サセックス大学名誉博士号（1988年）[89]
- イェール大学名誉音楽学博士号（2008年）[90]

### その他
- 英国ソングライター・作曲家・作家アカデミー（BASCA：現アイヴァーズアカデミー）のフェローシップ（2000年）
- ハリウッド・ウォーク・オブ・フェーム（2012年）：星はヴァイン通1750番地に設置された[91]。
- 小惑星(4148) McCartney（2015年）：国際天文学連合の小惑星センターによって命名された[92]。

## フォロワー
- エレクトリック・ライト・オーケストラ
- 10cc
- ラズベリーズ
- エミット・ローズ - ポールよりもポールらしいと評されたミュージシャン